# Список персонажей «Наруто»
«Наруто» — сёнэн-манга, сюжет и персонажи которой были придуманы и нарисованы Масаси Кисимото. Действие сюжета разворачиваются в вымышленном мире, где герои-ниндзя обладают особыми сверхъестественными способностями. Сюжетная линия «Наруто» разделена на две части, действия в которых происходят с разницей в два с половиной года. В этой статье представлены основные персонажи обеих частей манги.

## Создание и концепция
Когда Масаси Кисимото разрабатывал мир «Наруто», он изучал другие сёнэн-манги в попытке создать своих персонажей, уникальных насколько это возможно. Среди работ он выделяет «Жемчуг дракона» Акиры Ториямы, отмечая, что образ Сон Гоку, главного героя «Жемчуга» стал одним из ключевых факторов при создании главного персонажа «Наруто» — Наруто Удзумаки из-за его энергичной и озорной личности. В то же время в качестве конкурента для Наруто Кисимото разрабатывал образ «крутого гения», которым оказался Саскэ Утиха. При разработке же концепции главной героини Кисимото признался, что у него не было определённого представления какой она должна быть. В итоге он создал Сакуру Харуно, которая по сюжету манги попала в одну команду с Наруто и Саскэ.
Сюжетное разделение персонажей на различные команды ставило собой цель придание каждой из них своего собственного колорита, специфических особенностей. Кисимото распределил команды так, чтобы в каждой из них был свой талантливый ниндзя с большим количеством способностей с одной стороны и бездарь с другой. Этот подход позволял показать, что героям в команде необходима единая работа, способная нивелировать те или иные недостатки её членов и преодолеть собственные слабости.
Кисимото вводил в сюжетную линию злодеев, чтобы противопоставить их нравственным ценностям и поступкам главных героев. При этом черты лица и тела антагонистов он намеренно делал более украшенными по сравнению с обычными персонажами, что позволяло читателям легче следить за их действиями в батальных сценах, а самому автору помогало лучше раскрыть их предысторию. Кисимото отметил, что создание злодеев с яркими эффектными костюмами является одним из его руководящих принципов и делает персонажи более запоминающимися.

## Персонажи-люди по алфавиту
Основные персонажи:

Слева направо: Тиё; Тэмари; Гаара; Канкуро; члены команды № 10 Тёдзи Акимити, Ино Яманака, Сикамару Нара и Асума Сарутоби; члены команды № 8 Курэнай Юхи, Сино Абурамэ, Акамару и Киба Инудзука, Хината Хюга; Ирука Умино; Сидзунэ; Цунадэ; Дзирайя; члены команды Какаси Какаси Хатакэ; Наруто Удзумаки; Сакура Харуно; Сай; Ямато; члены команды № 9 Тэн-Тэн, Рок Ли, Нэдзи Хюга и Майт Гай

- Наруто Удзумаки — главный герой, носящий внутри себя Девятихвостого демона-лиса. Гиперактивный, целеустремлённый и прямолинейный юноша, поставивший себе цель стать Хокагэ — лидером деревни Коноха.
- Саскэ Утиха — основной соперник Наруто. Одарённый, самостоятельный и молчаливый, в детстве он пережил трагедию, став единственным выжившим после учинённой его старшим братом Итати Утиха кровавой резни клана Утиха.
- Сакура Харуно — девушка, нравящаяся главному герою, Наруто, но влюблённая в Саскэ. Ниндзя-медик, ученица Пятой Хокагэ.
- Какаси Хатакэ — один из сильнейших ниндзя Конохи, владеющий более чем тысячью различных дзюцу. Тренер команды, в которую после окончания Академии ниндзя попали Наруто, Саскэ и Сакура.

### А

#### Шино Абурамэ
Шино Абурамэ (яп. 油女 シノ Абурамэ Шино) — представитель клана Абурамэ, члены которого великолепно разбираются во всех видах насекомых и используют жуков, обитающих в их телах и питающиеся их чакрой, взамен чего насекомые помогают им в сражениях. Жуки способны пожирать чакру противника, служить щитом при атаках, а также создавать клона владеющего ими синоби. Кроме того они могут быть использованы как разведчики.
Лицо Шино постоянно закрыто деталями одежды. Сэйю — Синдзи Кавада.

#### Тёдзи Акимити
Тёдзи Акимити (яп. 秋道 チョウジ Акимити Тё:дзи) — представитель клана Акимити, использующего массу тела для получения преимущество в бою (согласно датабуку вес Тёдзи в первой части манги — 69,3 кг, во второй — 87,5 кг). По сюжету, в детстве Тёдзи был изгоем среди сверстников(и не даром другие дразнили из-за избыточного веса), и лишь Сикамару Нара был ему настоящим другом. С ним же и Ино Яманака он попал в одну команду — команду Асумы Сарутоби. Несмотря на старания, Тёдзи проигрывает бой на экзамене на звание тюнина. Во второй части манги Тёдзи отращивает длинные волосы и начинает носить доспехи.
В бою Акимити используют набор химических соединений в виде разноцветных капсул, влияющих на функциональные возможности организма. Во время Четвёртой мировой войны Тёдзи обходился уже без них.

#### Ао
Ао (яп. 青) — один из лучших синоби Деревни Скрытого Тумана. Вместе с Тёдзюро отправился на совет Пяти Кагэ охранять Мидзукагэ. Очень строг и постоянно порицает Тёдзюро за нерешительность, сам боится Мидзукагэ. В своё время бился с #Саске Учихой. Потерял свой правый глаз в бою с членом клана Хьюга, с тех пор имеет в правом глазу имплантированный бьякуган. Был одним из тех, кто увидел контроль со стороны Дандзо над главой Страны Железа Мифунэ на совете Кагэ. Когда, воспользовавшись атакой Акацуки, Дандзо сбежал с саммита, Ао погнался за ним и попал в ловушку одного из охранников Дандзо, но был спасён Пятой Мидзукагэ.
Во время Четвёртой Мировой Войны Синоби был командиром отряда сенсоров. На второй день войны Тоби возродил Дзюби — десятихвостого биджу. После перехода на вторую стадию Дзюби атакует штаб, в результате чего Ао и остальные находившиеся в штабе синоби погибают. В манге «Боруто» выясняется, что Ао выжил, но был очень сильно травмирован и стал инвалидом.

### Д

#### Даруи
Даруи (яп. ダルイ) — дзёнин Селения Облака, как и Си сопровождал Райкагэ на Совет. В отличие от Райкагэ более спокойный и рассудительный человек, который не одобряет чересчур импульсивное поведение своего руководителя, а также его страсть выходить из помещений не используя двери. В ближнем бою использует меч, а также стихии Молнии и Воды, мастерски их комбинируя и умея преобразовать в стихию Бури (т. н. Рантон). Сражаясь с Суйгэцу, побеждает его, умело использовав слабость противника перед Молнией. После объявления Четвёртой мировой войны Даруи становится главой 1 дивизии Объединённой армии синоби. В тяжёлой битве одолел на войне Кинкаку и Гинкаку.
В «Боруто» он является Пятым Райкагэ.

#### Дзирайя
Дзирайя (яп. 自来也) — один из основных персонажей «Наруто», учитель главного героя. Кандзи на его головной повязке означает «масло» (яп. 油 абура), что, возможно, подразумевает использование им жабьего масла в медицинских целях или в комбинированной атаке с жабами.
В детстве, в результате неудачного дзюцу, он телепортировался в Мёбоку — место обитания мудрых и могущественных жаб, древнейшая из которых предсказала ему, что его ученик станет тем, кто изменит мир синоби, а он сам, рано или поздно, начнёт писать книги. Тренировками мальчика, помимо тех, которые у него были в Конохе, занялись две мудрейшие жабы Сима и Фукасаку, сумевшие обучить его мощнейшим техникам и тем самым сделав его одним из сильнейших ниндзя.
Однако равновесие мира нарушилось и началась война, полная слёз людей, потерявших родных. Дзирайя, Оротимару и Цунадэ, в прошлом ученики Третьего Хокагэ, стали известны как «Три Легендарных Ниндзя» (или просто Саннины), выжив в жестокой битве с лидером Деревни Дождя Хандзо. Во время скитаний по местам сражений Саннины встретили троих осиротевших детей — Нагато, Яхико и Конан. Оротимару предложил убить их, по его же словам «так им будет лучше», однако Дзирайя решил взять с собой и тренировать. Когда однажды на Нагато напали несколько ниндзя, мальчик смог их мгновенно убить, и именно тогда Дзирайя впервые увидел у него легендарный глаз риннэган. Через несколько лет, когда Дзирайя закончил свою первую книгу «Сказания о бесстрашном синоби», которая не пользовалась особой популярностью, пути троих молодых ниндзя и Дзирайи разошлись.
После окончания войны он на некоторое время вернулся в деревню, обучив будущего Хокагэ Минато Намикадзэ и двух неизвестных гэнинов. После того, как уличённый в преступлениях Оротимару сбежал, Дзирайя также покинул Коноху в том числе с целью следить за бывшим товарищем. Путешествуя по миру, он начал писать книги категории для взрослых, самой знаменитой из которых была серия из трёх книг «Райские игры», ставшие любимыми книгами Какаси Хатакэ.
Случайно встретившись с Наруто во время экзаменов на звание тюнина, он обучил мальчика контролю чакры, подавил печать Оротимару, блокировавшую печать Четвёртого хокагэ и не дававшую Наруто сконцентрироваться, а также позволил тому подписать контракт с жабами, чтобы, как и он, мальчик мог использовать их в бою. После гибели Третьего Хокагэ от рук Оротимару Дзирайе было предложено возглавить деревню, однако он отказался, мотивируя тем, что есть более достойный человек — Цунадэ. Отправившись на её поиски, он взял с собой Наруто с целью обучить того ещё нескольким техникам, в числе которых Расэнган. Во время путешествия Наруто, как и когда-то давно Цунадэ, обратил внимание на зачастую пошлые и извращённые привычки Дзирайи — не только проводить много времени в окружении общительных девушек, но и подглядывать за ними в банях и других местах. Обнаружив в своё время его за этим непристойным занятием, Цунадэ жестоко его избила, при этом повредив ему внутренние органы, сломав шесть рёбер и обе руки.

Команда Дзирайи с Минато Намикадзэ и двумя неизвестными её членами

Во II части аниме Дзирайя после недолгого расследования выяснил, где скрывается таинственный лидер Акацуки Пэйн, и решил отправиться к нему, в деревню Дождя. Однако он узнал в нём Яхико, но удивился, что у него были глаза Нагато — риннэган. Во время сражения появились ещё пятеро похожих на Яхико рыжеволосых ниндзя с риннэганом, однако ни один из них не был Нагато. Несмотря на использование Дзирайей режима отшельника и призыва Симы и Фукасаку, Пэйну удалось смертельно ранить Саннина, однако тот успел оставить на спине Фукасаку зашифрованное послание для Наруто. Дзирайя, умирая, понял, что ниндзя, о котором говорится в предсказании мудреца жаб — это Наруто, и, последний раз улыбнувшись, он придумал название для своей новой, так и не написанной книги — «История об Удзумаки Наруто».
Узнав о смерти любимого учителя, юноша долгое время не находит себе места. Тем не менее Наруто удалось разгадать цифровой шифр — в виде номеров страниц и слов первой строки последней книги Дзирайи «Тактика обольщения» была зашифрована фраза «Настоящий ещё не с ними». Раскрытие этого кода помогло ниндзя Конохи понять, что тела Пэйна управляются кем-то со стороны.
В бою использовал техники стихий Огня и Земли, Режим Отшельника, а также техники, связанные со взаимодействием с жабами. Обучился у Минато Расэнгану.
Кабуто Якуси упоминает, что хотел воскресить Дзирайю и Сисуи Утиха с помощью техники Эдо Тэнсэй, но не смог добыть их ДНК, так как тело великого воина покоится на дне океана, хотя в "Боруто" появился персонаж схожий с его ДНК, но одетый в маску, раз ДНК Дзирайи(как и его самого) до сих пор находится на дне океана.

### К

#### Киба Инудзука
Характер у Кибы Инудзука (яп. 犬塚キバ Инудзука Киба) сложный — вспыльчивый и немного агрессивный. Несмотря на это, он любит свою сестру и заботится о своей собаке Акамару. Он смел и решителен — во время боя с Саконом, слившимся с его телом, был готов изранить себя до полусмерти, лишь бы избавиться от паразита. Киба всегда готов защитить товарищей, даже тех, кто ему лично не нравится.
Никогда не расстаётся со своим преданным другом — Акамару, собакой, способной учуять чакру противников и всегда помогающей ему в сражении. Пока тот был щенком, Киба носил его на голове, а когда Акамару вырос, Инудзука стал ездить на нём верхом. Техники боя Инудзуки основываются на звериной мощи и натиске. Пример одной из них — подражание зверю — особая техника, превращающую Акамару в Кибу, и позволяющую им обоим наносить серьёзные повреждения, используя особое тайдзюцу клана — Коготь Разрушения или Двойной Коготь Разрушения.
Акамару — преданная собака и боевой напарник этого ниндзя. Киба заботится о своей собаке, а Акамару — о Кибе. Вместе они способны использовать особые комбинационные атаки, значительно повышающие их силу. Акамару довольно послушен. Был серьёзно ранен во время битвы с Саконом и Уконом, но вылечен медиками из Конохи. За два с лишним года отсутствия Наруто в Конохе он значительно прибавил в размере — Акамару стал больше самого Кибы, хотя Киба этого даже не заметил, мотивируя тем, что «они всегда рядом», и сильно удивился, когда Наруто сказал ему о том, что Акамару вырос. В рейтинге «восьми собак из аниме, которых бы вы хотели приютить», составленном обозревателем сайта Anime News Network Джией Менри, Акамару занял третье место.

#### Канкуро
Канкуро (яп. カンクロウ Канкуро:) — синоби Деревни песка. Немного гангстерская манера разговора придаёт ему оттенок гордыни, и, хотя он из троицы Песка наиболее благоразумен, в некоторых случаях характер у него прескверный. В детстве он боялся своего младшего брата Гаару.

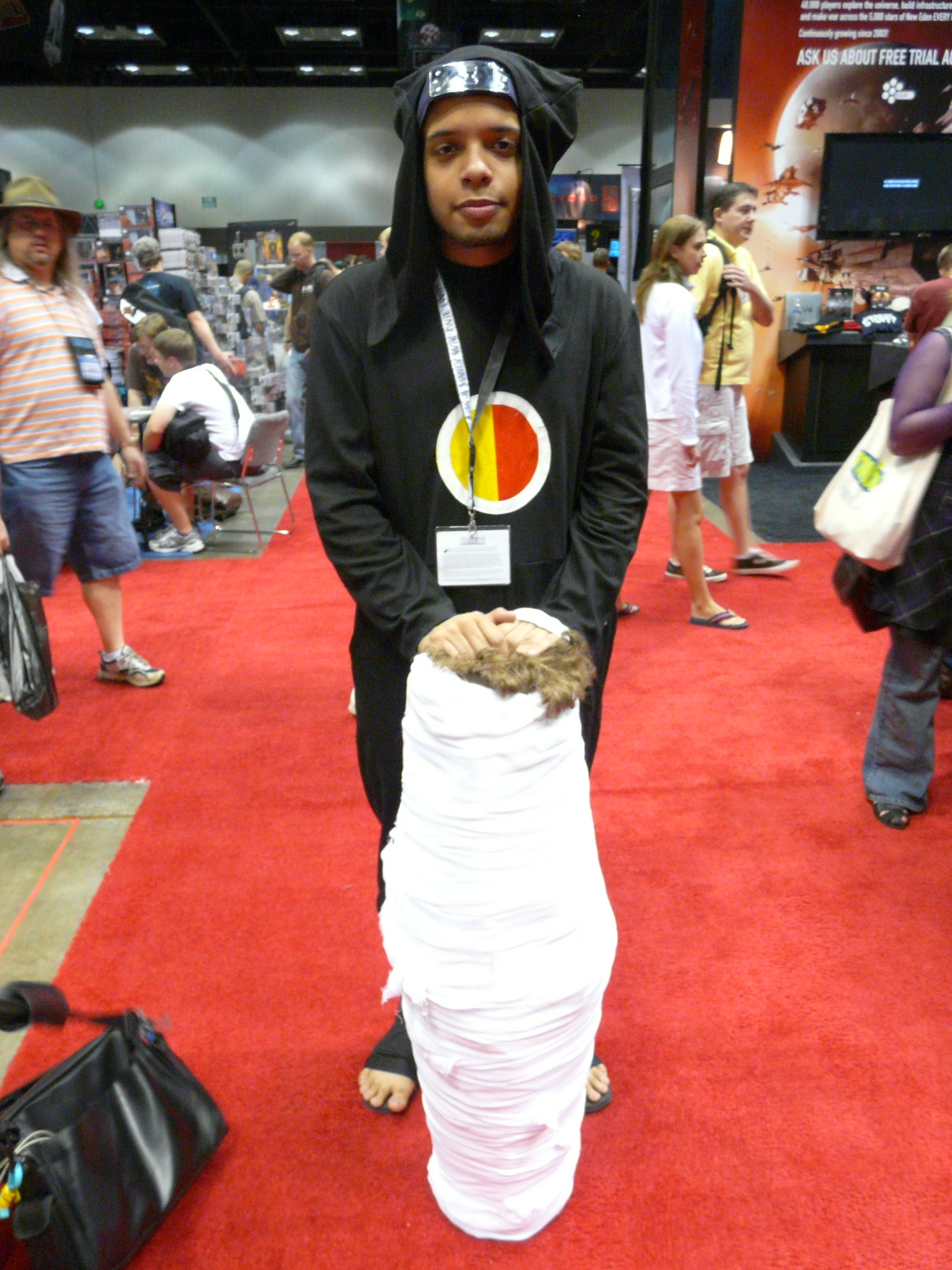
Отаку в костюме Канкуро с завёрнутой в бинты марионеткой Карасу (косплей)

Канкуро владеет редкой способностью управлять марионетками. В I части манги использует марионетку Карасу (яп. 烏 букв. «Ворона»), оснащённую различными видами оружия. Её кукловод носит в заплечном мешке. Эта марионетка — его главное оружие. Поскольку Канкуро может придавать Карасу любую внешность (которая, правда, начинает рассыпаться при первом же ударе противника), то чаще всего в мешке сидит сам Канкуро, а носит его Карасу со внешностью владельца.
Во время его битвы с членом Четвёрки Звука Саконом появляется ещё одна марионетка — Куроари (яп. 黒蟻 букв. «Чёрный муравей»), приспособленная для захвата цели. Синоби Песка проводит комбинацию атак, в результате чего Сакона заточает Куроари, после этого Карасу разделяется на множество частей, из которых торчат лезвия, и вонзается в специально отведённые отверстия другой марионетки.
Во II части манги Канкуро уже становится дзёнином и теперь вместо заплечного мешка он носит три свитка, используя которые может вызывать своих кукол. У него появляется новая марионетка Сансёуо (яп. 山椒魚 букв. «Саламандра»), чья функция полностью оборонительная — защита под своим панцирем человека. Таким образом Канкуро может контролировать троих марионеток одновременно и это у него отлично получается. Однако в битве с Сасори все три марионетки были разрушены, а сам Канкуро получил большую порцию яда, извлечь которую сумела лишь Сакура.
На Совете пяти Кагэ он использует новую куклу, изготовленную из старого тела Сасори. В Четвёртой мировой войне синоби был назначен капитаном диверсионного отряда.

#### Киллер Би
Киллер Би (яп. キラービー Кира:би:) — дзинтюрики Восьмихвостого демона, способный полностью его контролировать. Имеет привычку говорить рэпом. Владеет уникальным боевым стилем: сражается сразу семью мечами и использует Стихию Молнии (в основном проводя его через предметы). Если же противник силён использует силу Восьмихвостого, во много раз повышая свои шансы на победу.
Во время сражения с Саскэ нанёс тому несколько серьёзных ран, и несмотря на использование Утихой Аматэрасу смог выжить и обмануть команду «Така», оставив после себя клона из щупальца бидзю. Чуть позже сражаясь с клоном Кисамэ не смог тому что-либо противопоставить и лишь при появлении Райкагэ они вдвоём отрубают тому голову. Настоящий же Кисамэ сливается с мечом Самэхадой, который в качестве трофея забирает Киллер Би. Позже, согласно решению пяти Кагэ его и Наруто изолировали на острове в Деревне, Скрытой в Облаках, где он помогал юноше учиться контролю над своим бидзю. После тренировок Наруто и Би направляются на поле боя, и даже Эй и Цунадэ позволяют им участвовать в войне.

### М

#### Майто Гай
Майто Гай (яп. マイト・ ガイ Майто Гай) — один из дзёнинов Конохи, друг и вечный соперник Какаси Хатакэ, эксперт в тайдзюцу, способный открывать восемь врат. Имеет прозвище Благородный зелёный зверь Конохи (яп. 木ノ葉の気高き碧い猛獣 Коноха но Кэдакаки Аой Мо:дзю:). Наставник команды, в которую входят Рок Ли, Тэн-Тэн и Нэдзи Хюга.
Призывное животное Майто Гая — красная черепаха Нинкамэ, умеющая говорить.
Среди упоминаемых в манге миссий, в которых он участвовал, выделяется задание по вызволению Гаары из рук Акацуки, где ему пришлось сражаться с собственным двойником. После того как Наруто и Киллер Би по решению пяти Кагэ были изолированы на острове, он стал одним из сопровождающих первого, и, столкнувшись лицом к лицу с Кисамэ, вступил с ним в бой, после чего, открыв Семь Врат, победил его.
Майто Гай после знакомства с Кисамэ, когда тот вместе с Итати прибыл в Коноху, при двух последующих встречах (на миссии по спасению Гаары и на острове) его ни разу не узнал, что создаёт в манге смешные ситуации. Тем не менее после гибели Кисамэ Гай заявил, что будет помнить его имя до самой смерти. Вместе с Какаси Хатакэ прибывает на помощь Киллеру Би и Наруто, сражающимся против Тоби. При помощи открытия 8 врат почти убил Мадару.

#### Анко Митараси
Анко Митараси (яп. みたらしアンコ Митараси Анко) — родилась и выросла в Деревне Скрытого Листа. Став ученицей одного из Саннинов, Оротимару, начала изучать многочисленные техники немалой силы, среди которых многие были запрещены. В бою является сильным противником, у Анко хорошая меткость и выносливость. Владеет техникой призыва змей, выученной у Оротимару, а также техникой убийства змей-близнецов, вызывающей две или четыре змеи из рукава, моментально убивающих своим ядом, или обвивающих врага.
Митараси оказалась единственным выжившим ребёнком из 10 человек, получивших Проклятую Метку Неба Оротимару, но он отказался от неё как подчинённой, утверждая, что ей не были присущи ни жажда власти, ни жажда мести, необходимые проклятой метке для питания. Он потерял к девушке всякий интерес, но оставил в живых, полагая, что в будущем это ему пригодится.
В I части «Наруто» Анко Митараси была назначена экзаменатором второго испытания на получение звания тюнина, где встретилась лицом к лицу со своим бывшим сэнсэем, но ей не удалось спасти Саскэ от Оротимару и последний поставил на младшем Утихе Проклятую печать.
Во II части манги долгое время выслеживала Кабуто, но в итоге была схвачена им с целью использования оставшейся в ней чакры Оротимару. Впоследствии из проклятой печати Анко Саскэ Утихой был воскрешён Оротимару.
Любимые блюда девушки — суп из сладкой фасоли и японское данго, ингредиентами которого являются анко и митараси, не любит пикантные блюда; обожает чайную церемонию. Носит боди, изготовленное из металлической нити.

#### Ибики Морино
- Сэйю — Тайтэн Кусуноки.

Ибики Морино

- Возраст: I ч. — 27-28 лет, II ч. — 31-32 года.
- Первое появление: манга — 40 глава; аниме — I часть, 23 серия.
- День рождения — 20 марта.
- Родственники: Морино Идате (младший брат, только в аниме)
- Звание — токубэцу дзёнин.

Ибики Морино (яп. 森乃イビキ Морино Ибики) — экзаменатор первого испытания на экзамене на звание тюнина, а также специалист по пыткам и допросам АНБУ. Его лицо покрыто многочисленными шрамами. После смерти Дзирайи допрашивал захваченного и спрятанного в желудке жабы жителя Селения Скрытого Дождя.

#### Мифунэ
- Сэйю — Кацуми Тё
- Первое появление: манга — 456 глава; аниме − 199 серия

Мифунэ (яп. ミフネ Мифунэ) — лидер самураев Страны Железа. Когда-то сражался с лидером Амэ, Хандзо где он проиграл. Присутствовал на Совете пяти Кагэ и согласился создать военный альянс пяти стран. Его, как и остальных присутствующих на собрании, сопровождают два телохранителя. В Четвёртой мировой войне синоби он берёт на себя роль предводителя пятой дивизии, а затем, приходя на помощь команде засады, сражается с Хандзо и побеждает его.

### Н

#### Сикамару Нара
Сикамару Нара (яп. 奈良 シカマル Нара Сикамару) — один из самых умных синоби, лучший друг Тёдзи.
По-японски сика означает «олень» (клан Нара издревле разводил оленей) (鹿), а мару — (丸) суффикс, обычно используемый в мужских именах. Его фамилия, Нара, происходит от названия одноимённой префектуры, а также созвучна названию парка «Нара-коэн» (парк Нара), известному своими оленями. Кроме того, период Нара был эрой расцвета буддизма в Японии.
Сикамару относится к людям, которые мало чем вдохновляются и предпочитают сладко вздремнуть, а не пойти и развлечься. Ему нравятся игры, где надо много думать, как, например, сёги. В эту игру он постоянно играет со своим отцом Сикаку, а также сэнсэем Асумой. Сикамару обладает очень высоким интеллектом. У него есть привычка закрывать глаза и соединять пальцы рук, формируя квадрат, таким образом он может сосредоточиться и продумать новую стратегию. При таких условиях он в состоянии за несколько минут оценить множество различных тактик и выбрать самую эффективную.
Тем не менее, когда долг зовёт, у Сикамару проявляется очень сильное чувство моральной ответственности за своих товарищей. Даже если, как он утверждает, у него отсутствует мужество, Сикамару пожертвует собой на благо своих друзей, противостоя верной смерти.
Во время экзамена на звание тюнина Сикамару оказался единственным из своей группы, кому удалось достигнуть финальной части. После того, как команда прошла первый, письменный, и второй, в лесу, испытания, в дополнительном раунде в виде боёв один на один, Тёдзи проиграл гэнину Деревни Звука, а Ино вместе с Сакурой были отстранены от дальнейшего участия. Сикамару же, победив Кин Цути, прошёл дальше и в финальной части в бою встретился с Тэмари. Несмотря на преимущество, он в последний момент сдался. На протяжении всего сериала после этого момента Сикамару и Тэмари часто видят вместе, что может свидетельствовать об их романтических отношениях.
Во II части, шокированный гибелью Асумы, он поставил перед собой цель отомстить его убийце. В итоге, благодаря своим умственным способностям, устроил ловушку Хидану и, взорвав его, заживо погрёб под тоннами земли.
Во время Четвёртой мировой войны синоби вместе с товарищами по команде сражался сначала против Кинкаку, а потом против Асумы, воскрешённого с помощью Эдо Тэнсэй. Позже вместе со всеми прибывает на помощь Наруто, Би, Какаси и Гаю. Чуть не погибает от того, что Дзюби забрал его чакру, но благодаря Наруто и собственной стойкости (решает, что он нужен Наруто, когда тот станет хокагэ, как советник) выживает.
Сикамару способен управлять тенями, что является основной способностью его клана. Использует свою тенью для захвата человека и контролирования его движений. Умеет использовать тень для манипулирования предметами.

### Р

#### Рикудо-сэннин
Хагоромо Оцуцуки (яп. 大筒木ハゴロモ), более известный как Рикудо-сэннин (яп. 六道仙人 Рикудо: Сэннин, досл. «Мудрец Шести Путей») — основатель мира синоби, первый обладатель риннэгана. Хагоромо был сыном Оцуцуки Кагуи, принцессы, вкусившей запретный плод Древа Синдзю (神樹). Кагуя, желая обрести божественную силу, сорвала фрукт с Древа Синдзю, поглотив неимоверное количество чакры (ци). Обретя эту силу, она положила конец сражениям. Кагуя — один из немногих персонажей, владеющий двумя додзюцу. В обеих глазницах она носила бякуган, во лбу пробудила риннэсяринган.
После этого она родила близнецов, владеющих по половине её силы. Древобог попытался вернуть то, что принадлежало ему, превратившись по воле Кагуи в Десятихвостого.
За тысячелетие до начала основного действия манги Рикудо-сэннин заточил в себе Десятихвостого зверя, таким образом став первым дзинтюрики. Понимая, что после его кончины чудовище вырвется на свободу, он на смертном одре разделил его на 9 хвостатых зверей (бидзю), а тело самого Дзюби запечатал в Луне. По легенде, у него было два сына, старший из которых обладал «силой глаз», а младший — «энергией духа». Умирая, Рикудо выбрал себе в преемники младшего, после чего потомки поссорившихся друг с другом братьев стали сражаться между собой — Сэндзю против Утих.
Среди предметов, которыми он владел, были:
- Золотая верёвка ясности (яп. 幌金縄 Ко:киндзё:) — верёвка, способная высасывать душу того, кого она коснулась, за исключением владельца.
- Багряная тыква (яп. 紅葫蘆 Бэнихисаго) — небольшой сосуд, держащий в себе захваченные души.
- Меч семи звёзд (яп. 七星剣 Ситисэйкэн) — меч, проклинающий души. На нём показываются слова, которые владельцам проклятых душ нельзя произносить, чтобы не попасть в багряную тыкву.
- Банановый веер (яп. 芭蕉扇 Басё:сэн) — веер, генерирующий все 5 стихий чакры.
- Янтарный сосуд очищения (яп. 琥珀の浄瓶 Кохаку но Дзё:хэй) — сосуд, внутри которого возможно запечатывание бидзю.

#### Рин Нохара
Рин (яп. リン) — была ниндзя-медиком и товарищем Какаси Хатакэ и Обито Утихи в команде Минато Намикадзэ. Она была влюблена в Какаси, но смогла ему признаться только после потери Обито Утихи, который был в неё влюблён. Во время событий, описанных в Какаси Гайдэн, её похищают вражеские ниндзя, и Какаси с Обито пытаются её спасти. В результате обрушения Обито был частично раздавлен большой глыбой, и по его просьбе, как подарок, Рин пересаживает единственный сохранившийся сяринган в левую глазницу Какаси, заменив глаз, повреждённый в битве. После случившегося Какаси клянётся защищать девушку ценой своей жизни. Впоследствии он упоминает, что не смог сдержать своего обещания Обито (защищать Рин). В 600-й главе манги выживший Обито Утиха (Тоби) обвиняет Какаси в том, что он позволил Рин умереть.
Через некоторое время после событий, описанных в Какаси Гайдэн, Рин была похищена синоби из Селения Скрытого Тумана, которые запечатали в ней Трёххвостого демона Исобу и дали Какаси спасти её, чтобы снять печать, когда девушка окажется в Конохе. Чтобы ускорить возвращение Какаси и Рин в деревню, ниндзя Тумана начинают преследовать их, однако Какаси замечает преследователей и вступает с ними в схватку. Рин, до этого безуспешно просившая Какаси убить её, во время боя подставляется под его Райкири. Одновременно с этим на поле боя появляется Обито, и из-за случившегося у них с Какаси пробуждается мангэкё сяринган, после чего Какаси падает в обморок, а Обито уничтожает синоби Тумана, желавших забрать тело Рин, и возвращается к Мадаре, заняв его сторону. Однако выяснилось, что становление Рин дзинтюрики Исобу и её гибель подстроил именно Мадара, который хотел переманить Обито на свою сторону.

#### Рок Ли
Рок Ли (яп. ロック リー Рокку Ри:) — один из самых трудолюбивых персонажей «Наруто». Он был замечен в детстве своим будущим учителем, Майт Гаем, благодаря своим непрерывным тренировкам. Дзёнин оценил усердие мальчика и стал тренировать его рукопашному бою (тайдзюцу). Не владеет техниками ниндзюцу и гэндзюцу.
Рок Ли участвовал в экзамене на звание тюнина не только ради своей команды, но и для возможности проверить свои силы в бою с лучшими ниндзя. Впервые в манге он появляется за несколько минут до начала испытаний, бросая вызов Саскэ.
Успешно пройдя первые два этапа экзамена, на стадии дополнительного испытания его ждал бой с Гаарой. Синоби Деревни Песка одержал победу, при этом нанеся Року Ли серьёзные травмы, из-за которых тот на долгое время отправился в больницу, и которые могли поставить крест на его мечте стать первоклассным ниндзя. Лишь ниндзя-медик Цунадэ сумела минимизировать ущерб от нанесённых травм, позволив Рок Ли снова приступить к тренировкам.
Вместе со своим учителем он любит принимать чьи-либо вызовы или же ставить перед собой трудновыполнимые задачи, что раздражает двух других членов команды — Нэдзи и Тэн-Тэн.
В бою Рок Ли развивает большую скорость, объединяя её c отличным знанием боевого искусства. Со временем он стал экспертом в рукопашном бою, но это стоило ему большого труда и продолжительных тренировок. Так же, как и Гай, способен открывать Врата. Также, при употреблении алкоголя, даже в малых дозах, становится непредсказуемым соперником.

### С

#### Сай
Сай (яп. サイ Сай) — член Корня АНБУ, независимого подразделения АНБУ, возглавляемого Дандзо, он представляет собой синоби, специализирующегося на артистических ниндзюцу. Спустя три года после ухода Саскэ к Оротимару занял его место в команде Какаси Хатакэ.
Сай — кодовое имя, данное ему для миссии в команде № 7. Настоящее имя в манге не указывается. У Сая на языке долгое время существовала печать, наложенная Дандзо, чтобы он ничего не мог рассказать про Корень АНБУ и планы организации. После смерти Дандзо эта печать исчезла.
В детстве Сай из-за войны потерял близких. Он сблизился с таким же, как он, парнем, потерявшем родных — Сином, и стал считать его своим братом, хоть они и не были кровными родственниками. Позже Дандзо подверг Сая тренировке, ранее использовавшейся в Деревне Кровавого Тумана, заставляющей уничтожить все эмоции — Сай должен был убивать своих друзей в боях один на один.
В бою Сай использует короткий меч (танто) и набор из свитков, кистей и чернил. Ими он рисует различных животных, которые, выходя из свёртка, подчиняются ему. Сай способен нарисовать птицу, которая сможет поднять его в воздух.
В первой миссии обновлённой команды № 7 его настоящая цель, державшаяся в секрете от Наруто, Сакуры и Ямато, заключалась в уничтожении Саскэ, которого Дандзо считал опасностью для Конохи. Но после того как Сай узнал о взаимоотношениях, связывающих Наруто с Саскэ, он решил защитить эту связь, помогая вернуть последнего. Однако миссия в итоге завершилась для команды № 7 безрезультатно. Также именно Сай оказался тем человеком, который сумел понять чувства Наруто и рассказать Сакуре о том, что Наруто в неё влюблён, но не может ей признаться, так как не выполнил своё обещание и не смог вернуть Саскэ.
Во время мировой войны Сай сражался со своим воскрешённым братом: его альбом, раскрывшийся на странице, на которой они вместе изображены жмущими друг другу руки, помог разрушить технику Кабуто, и душа брата отправилась обратно в загробный мир.

#### Сарутоби

##### Асума Сарутоби
- Сэйю — Дзюрота Косуги
- Возраст: I ч. — 27-28 лет, II ч. — 30-31 год (погиб)
- Первое появление манга — 34 глава; аниме — I часть, 20 серия
- День рождения — 18 октября
- Родственники:
- Сарутоби Хирудзэн (отец)
- Сарутоби Курэнай (жена)
- Сарутоби Мирай (дочь)
- Сарутоби Конохамару (племянник)
- Сарутоби Саскэ (дедушка)
- Звание — дзёнин

Асума Сарутоби (яп. 猿飛 アスマ Сарутоби Асума) — одарённый дзёнин с большим жизненным опытом, которому были вверены Тёдзи Акимити, Сикамару Нара и Ино Яманака. Ему с лёгкостью удавалось держать их сплочёнными, собирая вместе и угощая барбекю после каждой миссии. Входил в группировку под названием «Двенадцать ниндзя-защитников», которая охраняла лорда-феодала. Предпочитал в качестве оружия использовать тэкко, напоминающий кастет с острым, удлинённым до запястья лезвием, также владел техниками стихий Ветра (прежде всего) и Огня.
Во II части аниме встречался с Курэнай Юхи, которая ждала от него ребёнка. Погиб в бою с Хиданом, членом Акацуки.
Впоследствии душа Асумы была призвана Кабуто с целью использования в войне против альянса синоби. Команда № 10 была вынуждена вступить с ним в бой. Перед тем, как Асуму запечатали, он простился со своими учениками.

##### Конохамару

Конохамару

- Сэйю: I часть: Икуэ Отани, II часть: Акико Койкэ[англ.]
- Возраст: I часть: 8-9 лет, II часть: 11-12 лет, The last: 15 лет, III часть: 28-29 лет
- Рост: I часть: 128.8-130.6 см, II часть: 141.1 см, The last:164.7 см, III часть:178.2 см
- Вес: I часть: 27.8-29.5 кг, II часть: 36.9 кг, The last: 47.1 кг, III часть: 65.2 кг
- Первое появление: манга — 2 глава; аниме — I часть, 2 серия
- День рождения — 30 декабря
- Звание: I ч. — студент Академии Ниндзя, II часть: гэнин, III часть: дзёнин
- Родственники: Сарутоби Хирудзэн (дедушка)
- Сарутоби Бивако (бабушка)
- Сарутоби Саскэ (прадед)
- Сарутоби Асума (дядя)
- Сарутоби Мирай (кузина)
- Формирование — команда Эбису: Конохамару, Удон и Моэги

Конохамару Сарутоби (яп. 猿飛木ノ葉丸 Сарутоби Конохамару) — внук Третьего Хокагэ и племянник Асумы. Как и у Наруто, его мечта — стать Хокагэ, и он идёт на любые поступки для достижения своей цели. Конохамару рассматривает Наруто как пример для подражания, приобретая его решительность и тёплое отношение к окружающим.
Самое его яркое приобретение от влияния Удзумаки — это извращённые привычки, в особенности эро-дзюцу, которые тот использует. После их первой встречи Конохомару становится учеником Наруто, чтобы изучить Сексуальную Технику и победить своего дедушку. Выучив её, он начинает трудиться над созданием своего собственного извращённого дзюцу; во II части манги после изучения Техники Теневого Клона Конохамару преобразует Технику Гарема, придуманную когда-то Наруто. Эта вариация была названа — «Техника Девичьей любви» (см. юри), преобразовывающая пользователя и его клона в обнажённых обнимающихся женщин, которые вызывают у жертвы непристойные мысли. Поскольку данное дзюцу эффективно лишь против мужчин, мальчик создаёт также «Технику Мужской любви» (см. яой), чтобы на этот раз превратиться в обнажённых обнимающихся мужчин (что оказывает влияние на Сакуру).
Во время атаки Пэйна на Коноху спас своего сэнсэя Эбису, использовав против одного из тел противника выученный у Наруто Расэнган.

#### Си
Си (яп. シー Си:) — один из дзёнинов Селения Облака, был выбран Четвёртым Райкагэ в качестве сопровождающего на совет Кагэ. Выполняет в отряде Райкагэ функцию поддержки. Он является сенсором (способен чувствовать чакру) и медиком. В бою использует гэндзюцу на основе Элемента Молнии и тайдзюцу. В бою с Саскэ был парализован сяринганом противника. После потерей Райкагэ левой руки пытается излечить его. После совета смог почувствовать бой между Киллер Би и Кисамэ и привёл Райкагэ прямо к брату.

#### Сидзунэ
Сидзунэ (яп. シズネ) — ниндзя-медик и помощница Цунадэ, с которой она покинула Деревню Листвы после смерти своего дяди Дана и у которой впоследствии обучалась. Сидзунэ является для Цунадэ очень близким человеком, она одна из немногих людей, кому та доверяет с абсолютной уверенностью. В отличие от Пятой Хокагэ, она человек уравновешенный, практичный и рациональный. В результате она склонна детально указывать на все растраты и денежные проигрыши своей азартной учительницы. Девушка часто комично сердится по любому иррациональному решению, которое принимает её сэнсэй, особенно когда это касается больших ставок. Также Сидзунэ заботится о Тон-тон, любимой свинке Пятой Хокагэ.
В сражении Сидзунэ часто использует техники, основанные на яде, наподобие техники Туман Яда (яп. 毒霧 Докугири), с помощью которой может выпускать изо рта ядовитый газ. Она также часто использует отравленные иглы; было замечено, что Сидзунэ плюют ими в противников (дзюцу Скрытые Иглы Рта (яп. 隠口針 Фукумикути Хари)), или же использует установленное на запястье устройство (скрытое под рукавом), чтобы запускать их в противников, совершая технику Готовый Выстрел Иглы (яп. 仕込針弾 Сикомиссиндан).
Однажды Сидзунэ готова была отдать жизнь, но остановить свою учительницу, когда та, как ей казалось, собиралась помочь Оротимару. Погибла во время нападения Пэйна, но позже Нагато воскресил её вместе со всеми убитыми им жителями Конохи.

### Т

#### Тёдзюро
Тёдзюро (яп. 長十郎 Тё:дзю:ро:) — один из Семёрки Мечников Деревни, Скрытой в Тумане. По внешнему виду он отличается от других мечников, таких как Кисамэ и Дзабудза: он не слишком высокий, и, на первый взгляд, не отличается крепким телосложением; он скорее напоминает «задохлика-зубрилу» из школы (не в последнюю очередь своими очками), нежели одного из прославленной Семёрки. Имеет короткие волосы и слегка сутулится. Зубы, как у Дзабудзы и Кисамэ, сточены и имеют весьма угрожающий вид, как у хищной рыбы. За спиной носит, похожий своей формой на лист, меч Хирамэкарэи (яп. ヒラメカレイ, букв. «Камбала»). Ещё одна деталь, отличающая его от собратьев — стеснительность и неуверенность в себе. Он крайне скромен и ведёт себя с Пятой Мидзукагэ очень неуверенно, боясь ляпнуть что-то не то, за что получает выговоры от спутника Мидзукагэ — Ао.
В «Боруто» он является Шестым Мидзукагэ.

#### Тиё
- Сэйю — Икуко Тани
- Возраст: II ч. — 73 года (мертва, пожертвовала собой ради Гаары)
- Первое появление: манга — 252 глава; аниме — II часть, 9 серия
- Родственники — Эбидзо (брат), Сасори (внук)
- Звание — токубэцу дзёнин

Тиё, или Старушка Тиё (яп. チヨバア Тиё-ба) (так часто называли её жители Селения Песка), — бабушка Сасори; была отличным специалистом в области ядов и управляемых чакрой марионеток. Тиё и её брата Эбидзо очень почитали в своём посёлке и называли «Выдающиеся брат и сестра» (яп. 御姉弟 Гокёдай). Больше всего Тиё была известна ядами собственного приготовления и своими навыками во время Третьей мировой войны синоби, которым могла противостоять лишь ниндзя-медик Цунадэ. Данные обстоятельства вызывали у Тиё зависть к молодой Цунадэ, из-за чего она прозвала её Принцессой-слизнем (яп. ナメクジ娘 Намэкудзи-мусумэ).
Также Тиё является ответственной (под руководством Четвёртого Кадзэкагэ) за заточение Сюкаку в тело Гаары. После этого она и её брат ушли в отставку и решили провести остаток своих дней вдвоём.
Во время сражения Тиё и Сакуры против Сасори старушка использовала десять марионеток, созданных первым кукольником Мондзаэмоном Тикамацу. После длительного боя им удалось одолеть противника. После того, как ниндзя Конохи вернули тело умершего Гаары, она использовала созданное ею дзюцу, чтобы оживить его ценой собственной жизни.
Несколько позже была возвращена Кабуто в реальный мир из загробного в виде управляемого зомби для использования в Четвёртой мировой войне синоби. После отмены Эдо Тэнсэй вернулась в загробный мир.

#### Тэмари
Тэмари (яп. テマリ) в семье остаётся скрытной личностью, хотя не скрывает свою доброту. В компании выделяется интеллектом и, будучи ниндзя-стратегом, как и Сикамару Нара, она продумывает каждый бой. Многие появления Тэмари в Селении Листвы связаны с Сикамару Нара. Впервые они встретили друг друга во время матча на получение звания тюнина, где Сикамару сдаётся Тэмари после почти гарантированной победы. Позже Тэмари спасает Сикамару во время операции по возвращению Саскэ.
Кроме стандартного набора кунаев и сюрикэнов, главное оружие Тэмари — огромный железный веер. На нём изображены три сиреневые «луны», и по мере того, как веер раскрывается и они поочерёдно появляются, сила оружия возрастает. Обычно она начинает поединок с закрытым веером и постепенно открывает все луны; когда он полностью открывается, Тэмари приступает к главным техникам нападения. Веер также может использоваться как летательное средство и для призыва горностая Каматари, который способен создавать сильные порывы ветра и направлять его на противников.

#### Тэн-Тэн
Тэн-Тэн (яп. テンテン) — куноити, использующая в бою различные типы метательного оружия. Нередко возмущается по поводу поведения членов своей команды, особенно Майт Гая или Рок Ли. Восхищается дзюцу клана Хюга. По признанию Масаси Кисимото, Тэн-Тэн — его любимый женский персонаж в «Наруто».
В I части аниме принимала участие в экзамене на звание тюнина, но в сражении с Тэмари потерпела поражение. Во II части вместе со своей командой и командой Какаси Хатакэ принимала участие в миссии по спасению Кадзэкагэ Гаары. Во время этой миссии успешно победила своего клона, созданного членами Акацуки.

### У

#### КусинаУдзумаки
Кусина Удзумаки (яп. うずまきクシナ Удзумаки Кусина) — красноволосая куноити из Страны Водоворота. Кусина была матерью Наруто и вторым дзинтюрики Девятихвостого.
В детстве мальчики дразнили её «помидором» из-за того, что она пообещала стать первой женщиной-Хокагэ и носила причёску, похожую на помидор. Однажды Кусину увидели в гневе, после чего к ней перестали приставать и дали новое прозвище — «Кровавый Перец Чили» («Кровавая Хабанеро» (яп. (赤い血潮のハバネロ Акай Тисио но Хабанэро)). Но когда она выросла, красота, индивидуальность и ниндзюцу Кусины стали известны многим. Она близко познакомилась с Минато Намикадзэ после того, как её похитили. Во время похищения Кусина, желая, чтобы её отыскали, оставляла след из своих огненно-красных волос на пути похитителей. Лишь Минато смог заметить его, после чего в одиночку отправился по следу синоби и спас девушку. Минато предстал в её глазах мужчиной, который мог бы осуществить её мечты. После у них родился ребёнок, которого они назвали Наруто в честь одного из персонажей романа Дзирайи, однако Кусина погибла во время последовавшей за этим атаки Девятихвостого Лиса(вместе с Минато), успев на последнем издыхании кому-то передать.
Известно, что Наруто очень похож на неё по характеру (в детстве, по словам Дзирайи, Кусина была бойкой девочкой), глазами и манерой боя; даже любимое присловье Наруто очень похоже на присказку Кусины.

#### Ирука Умино
Ирука Умино (яп. うみのイルカ Умино Ирука) — преподаватель Академии ниндзя, выделяется шрамом поперёк лица, который он получил ещё в раннем детстве. Был первым учителем Наруто, и одним из немногих людей в начале аниме, который сумел оценить человеческие качества мальчика. Это очень подготовленный тюнин, умеющий быть и строгим, и чувствительным по отношению к своим ученикам. С Наруто у него сложились дружеские отношения, потому что они оба стали сиротами в детстве и вели себя как хулиганы, дабы привлечь внимание окружающих. Его родители умерли у него на глазах, пытаясь спасти родное селение от атаки Демона-Лиса; Ирука болезненно пережил их смерть, но в отличие от многих других жителей, не винил в этом Наруто. Он сожалеет о том, что не сделал многого для мальчишки и не пытался помочь ему чувствовать себя менее одиноким, из-за этого у него появилась склонность быть сверхзаботливым и очень беспокойным за Наруто. Как результат Ирука склоняется к недооценке его сил, хотя позже обнаруживает, что у мальчика есть талант великого синоби. Своим ученикам он любит рассказывать историю Конохи и учить их основным обязанностям ниндзя — защищать любой ценой своих близких и никогда не отступать перед сложностями.
Когда Пэйн вторгся в Коноху, Ирука едва не погиб от его руки, но его спас Какаси Хатакэ.
Во время событий манги «Боруто» Ирука является директором Академии ниндзя.

#### Утиха
Клан Утиха (яп. うちは一族 Утиха Итидзоку, досл. «Семья Утиха») — клан синоби, наследственной чертой которых стал сяринган, способный предсказывать движения противника и повторять его техники. По словам Тоби, клан ведёт своё происхождение от старшего сына легендарного Рикудо Сэннина. Мадара и Хасирама, главы кланов Утиха и Сэндзю, основали Коноху и первые стали исполнять в ней функцию военной полиции. По словам того же Тоби, это было сделано лишь чтобы следить за кланом. Многолетнее противостояние двух фамилий провело к кровавой бойне — недовольные своим положением в деревне Утихи начали готовить переворот, и узнавшее об этом руководство Конохи поручило Итати их полное уничтожение. В итоге, перерезав почти весь клан, Итати не смог убить только младшего брата.

Символ клана Утиха

Список наиболее известных членов клана Утиха (даны в порядке их появления на свет согласно хронологии «Наруто»):
- Основатель клана — старший сын Рикудо Сэннина[23] Индра Оцуцуки
- Мадара Утиха (яп. うちは マダラ Утиха Мадара) — один из основателей Конохи, главный антагонист манги.
- Идзуна Утиха (яп. うちは イズナ Утиха Идзуна) — младший брат Мадары, у которого тот вырвал глаза, чтобы овладеть вечным мангэкё.
- Кагами Утиха (яп. うちは カガミ Утиха Кагами) — участник Первой мировой войны синоби, член команды Второго Хокагэ наряду с Хирудзэном Сарутоби, Дандзо Симурой, Хомурой Митокадо, Кохару Утатанэ и Торифу Акимити. Предок Сисуи Утиха.
- Фугаку Утиха (яп. うちは フガク Утиха Фугаку) — последний из лидеров клана, планировавший государственный переворот. Отец Саскэ и Итати.
- Микото Утиха (яп. うちは ミコト Утиха Микото) — жена Фугаку, мать Итати и Саскэ.
- Обито Утиха (яп. うちは オビト Утиха Обито) — член команды Четвёртого Хокагэ наряду с Какаси Хатакэ и Рин; долгое время считался погибшим. Под псевдонимом «Тоби» стал фактическим лидером и активным членом Акацуки.
- Сисуи Утиха (яп. うちは シスイ Утиха Сисуи) — некогда лучший друг Итати, убитый тем за несколько дней до кровавой резни клана. Потомок Кагами Утихи.
- Итати Утиха (яп. うちは イタチ Утиха Итати) — член клана, убивший весь клан, кроме своего младшего брата, по приказу руководства Конохи. Впоследствии вступает в организацию Акацуки.
- Саскэ Утиха (яп. うちは サスケ Утиха Саскэ) — младший брат Итати; будучи ребёнком остался единственным выжившим после кровавой резни клана. Решив отомстить брату, начинает обучаться искусству ниндзя и осуществляет свою месть. Впоследствии присоединяется к борьбе против Мадары и Обито.

##### Члены клана
Мадара Утиха — бывший лидер клана Утиха, первый из Утих, овладевший мангэкё сяринганом, один из основателей Деревни скрытого Листа и один из сильнейших синоби мира.
Мадара вместе со своим братом Идзуной первыми из Утих овладели мангэкё сяринганом. Однако в результате его частого использования Мадара вскоре начал слепнуть. Тогда, по словам Итати Утихи, Мадара насильно вырвал глаза брата, и используя их овладел вечным мангэкё сяринганом, тем самым избавившись от угрозы полной слепоты. Тоби же утверждает, что Идзуна добровольно отдал свои глаза, считая это единственной возможностью защититься от врагов.
Мадара вместе с Хасирамой, лидером клана Сэндзю, стоял у истоков создания деревни Скрытой Листвы. Однако они не смогли мирно договориться о том, кто возглавит деревню и какова будет роль каждого из кланов. Мадара опасался, что Сэндзю вытеснят Утих с центральных позиций в деревне, но всё же был вынужден согласиться. С намерением защитить свой клан Мадара хотел устроить заговор. Но так как Мадара, из-за случая с глазами брата, считался властолюбивым, Утихи отвернулись от него. Преданный всеми, Мадара покинул Коноху. После сражения в Долине Завершения, в котором победил Хасирама, Мадара долгое время считался погибшим. Впоследствии на месте битвы были установлены две величественные фигуры в память о двух основателях.
После сражения против Сэндзю Хасирамы его след теряется. Однако после выясняется, что Мадара выживает и начинает искать человека, который бы реализовал его план по погружению мира в вечную иллюзию. Таким человеком становится Обито, который впоследствии долгие годы выдавал себя за Мадару.
Во время Четвёртой мировой войны синоби Якуси Кабуто призывает Мадару — сначала чтобы запугать Тоби, а после отправляет его вместе с Му навстречу наступающей дивизии Гаары. Тем едва удаётся сопротивляться способностям Мадары. После этого в сражение вмешиваются пять Кагэ.
В ходе битвы Мадара демонстрирует свой риннэган, и создаёт с его помощью над полем битвы гигантский каменный шар. Начинается битва Мадары против Гокагэ. Во время сражения выясняется, что воскрешённый Мадара способен использовать стихию Дерева с помощью внедрённых в его тело клеток Первого Хокагэ. Вскоре Кагэ удаётся запечатать Мадару. Однако становится понятно, что это был всего лишь древесный клон, в то время как сам Мадара укрылся поблизости, а затем пронзил Цунадэ «мечом ненависти» своего Сусаноо.
После разгрома Кагэ Мадара присоединяется к Обито, который сражается против Наруто, Какаси, Майто Гая и Киллера Би. Вскоре к последним присоединяется и Альянс синоби.
После Мадара становится дзинтюрики Десятихвостого и реализовывает свой план. Однако в его теле возрождается Кагуя Ооцуцуки, и команда № 7 начинает сражаться уже с ней.
После поражения Кагуи Мадара возвращает контроль над собственным телом, однако, из-за того, что из него были извлечены бидзю, умирает.
- Возраст — 29—30 лет

Обито Утиха был товарищем Какаси Хатакэ и Рин в команде Минато Намикадзэ. Обито часто опаздывал на миссии, что очень раздражало Какаси, отвлекаясь, по его словам, из-за случайных благодеяний. Он без памяти был влюблён в Рин. Когда во время одной из миссий она была похищена, Какаси, как руководитель группы, вместо её спасения настаивал на продолжении миссии. Услышав это, Обито заявил, что те, кто не спасают своих товарищей по команде, хуже ничтожества. В конечном счёте он смог убедить Какаси в необходимости найти Рин и выручить её из беды. Во время их спасательной операции Какаси в результате нападения вражеского синоби, Тайсэки, потерял левый глаз, а Обито под воздействием стресса пробудил сяринган и убил противника. Обнаружив Рин, молодые люди начали выбираться из пещеры, но начавшийся оползень, вызванный Какко, придавил правую часть тела Обито. Неспособный идти дальше со своими товарищами, Обито попросил Рин пересадить его левый глаз Какаси, как подарок в честь назначения Какаси дзёнином. Поскольку скалы вокруг них продолжали оседать, перед смертью он сожалел, что не проводил больше времени с друзьями и не признался в своих чувствах Рин.
В 599 главе манги выясняется, что под маской Тоби скрывался именно Обито.
С 679 главы, признав свои прошлые действия ошибочными, сражается на стороне команды № 7 и погибает в битве.
Считался одним из сильнейших ниндзя клана Утиха, способным выполнить любое задание, за что получил прозвище «призрак деревни». Совершил самоубийство на глазах Итати, благодаря чему последний пробудил мангэкё сяринган; перед смертью Сисуи передал свой левый мангэкё сяринган Итати и доверил защиту деревни именно ему. По словам Итати, у него и Наруто Удзумаки одинаковые идеалы.
Глаза Сисуи обладают техникой мангэкё сярингана, способной подчинять мысли и действия другого человека так, что он не способен догадаться об этом. Ограничение использования этого гэндзюцу: раз в 10 лет. Однако при условии, что носитель имеет ДНК клана Сэндзю, это ограничение сокращается до незначительных сроков.
Одним из глаз Сисуи завладел Дандзо и уничтожил его в битве с Саскэ, чтобы глаз не достался Тоби. Второй глаз находился в вороне, которую как часть своей силы подарил Наруто Итати. Позже Итати уничтожил второй глаз с помощью Аматэрасу.
Фугаку Утиха — отец Саскэ и Итати, муж Микото Утихи. Был капитаном Военной полиции Селения Листвы. В деревне получил прозвище «Свирепый глаз Фугаку», возможно, он получил это прозвище из за способностей своего мангекё сярингана.
Способности его глаз не показывались в аниме, и зрители могли увидеть только внешний вид его глаз. Фугаку серьёзно верил в то, что Итати представлял собой будущее их клана, и делал всё, что мог, для достижения этой цели. В результате он часто не уделял должного внимания Саскэ. Итати, видя это, иногда обращал внимание отца на то, что он мало общается со своим младшим сыном. Со временем Итати становился всё менее и менее заинтересованным жизнью клана, и Фугаку, увидев это, начал отдаляться от него и уделять больше внимания воспитанию Саскэ, пытаясь перенести на него надежды, ранее связываемые с Итати. Он обучил его технике-символу клана Утиха — огненному шару. Фугаку был убит во время резни клана.

### Х

#### Хюга
Клан Хюга (яп. 日向一族 Хю:га Итидзоку, досл. «Семья Хюга») — один из наиболее известных кланов Конохи, члены которого обладают наследственной способностью — бякуганом. Многие техники членов клана основаны на воздействии на точки тэнкэцу, особые точки концентрации чакры в теле ниндзя.

Символ клана Хюга

Наиболее известные представители клана (даны в порядке их появления на свет согласно хронологии «Наруто»):
- Хиаси Хюга (яп. 日向 ヒアシ Хю:га Хиаси) — лидер главной ветви клана.
- Хидзаси Хюга (яп. 日向 ヒザシ Хю:га Хидзаси) — младший брат Хиаси, отдавший свою жизнь ради его спасения.
- Ко Хюга (яп. 日向コウ Хю:га Ко:) — «телохранитель» Хинаты.
- Токума Хюга (яп. 日向トクマ Хю:га Такумо) — один из членов группы под руководством Анко Митараси, выслеживавших Кабуто Якуси.
- Нэдзи Хюга (яп. 日向 ネジ Хю:га Нэдзи) — сын Хидзаси.
- Хината Хюга (яп. 日向 ヒナタ Хю:га Хината) — дочь Хиаси.
- Ханаби Хюга (яп. 日向 ハナビ Хю:га Ханаби) — младшая дочь Хиаси, наследница клана.

##### Члены клана
Нэдзи был рождён во второстепенной ветви клана Хюга, которая обязана защищать представителей старшей ветви. Гарантией того, что никто из представителей младшей ветви клана не пойдёт против представителей главной является печать, которую ставят на лбу каждого представителя младшей семьи Хюга.
Нэдзи долгое время считал, что судьбу изменить нельзя, доказательством чего была печать. Он равнодушно относился к своей сестре Хинате, которую в детстве обещал защищать. Во время экзамена на тюнина ударил её, к тому моменту уже раненую, техникой «Дзюкэн» прямо в сердце. Однако, после боя с Наруто Нэдзи понимает, что его убеждения были ошибочными.
Нэдзи Хюга, невзирая на печать, трудился, чтобы доказать всем, что он достоин имени своего клана. Будучи одарённым синоби, он в уже в юном возрасте стал дзёнином. Нэдзи искусен в специальном тайдзюцу клана Хюга, с помощью которого он способен наносить молниеносные удары и с помощью бякугана закупоривать основные точки чакры.
Погиб, защищая Хинату и Наруто от атаки Обито Утихи, во время Четвёртой мировой войны синоби.
Ныне глава клана Хюга, отец Хинаты и дядя Нэдзи, старший брат-близнец Хидзаси Хюга. Один из сильнейших синоби Конохи. Прохладно относится к своей дочери Хинате, считая, что у неё практически нет таланта ниндзя и что его младшая дочь гораздо больше приспособлена к тому, чтобы быть синоби. После экзамена на звание тюнина стал более терпимо относиться к Нэдзи и даже лично его тренировал.
Хидзаси Хюга (яп. 日向ヒザシ Хю:га Хидзаси) — был отцом Нэдзи и братом-близнецом Хиаси, но родился на несколько секунд позже, что и сделало его членом второстепенной ветви клана. Имя «Хидзаси» означает «солнечный свет» или «лучи солнца», используется при описании достаточно сильных лучей, способных вызвать солнечные ожоги.
На протяжении долгого времени он таил обиду на главную семью, которая увеличилась ещё больше после рождения Нэдзи. Поскольку его сын, настоящий гений, также является членом второстепенной ветви, он никогда не сможет полностью развить свои потенциалы, изучая самые секретные техники клана Хюга. Возмущённый этим, Хидзаси начал, не скрывая, презирать основной дом и его членов, тем самым зарабатывая себе немало выговоров. Когда Хиаси, спасая дочь Хинату, убил дипломата из Селения Облаков, те потребовали труп главы Хюга. Узнав об этом, старейшины клана решили заменить его младшим братом. В то время как Хиаси противился такой судьбе для Хидзаси, последний настаивал на обратном, желая получить возможность спасти жизнь не главы клана, а своего брата-близнеца. Перед смертью он попросил Хиаси передать Нэдзи причину его решения, надеясь, что, как и он, однажды мальчик будет иметь шанс изменить свою судьбу.
Несколько позже был возвращён Кабуто в реальный мир из загробного в виде управляемого зомби для использования в Четвёртой мировой войне синоби. Позже вернулся в загробный мир.
Хината Хюга (яп. 日向ヒナタ Хю:га Хината) является старшей дочерью лидера клана Хиаси. Её скромный характер ставит под сомнение становление лидером клана, из-за чего отец больше полагается на младшую дочь, Ханаби, считая её сильней.
Хината — единственная девушка в сериале, которая влюблена в главного героя. Она считает Наруто очень сильным ниндзя, восхищаясь его несокрушимым духом, и считая, что именно такой она и должна стать. По словам Хинаты, когда она смотрит на Наруто, то чувствует себя гораздо увереннее и смелее, однако в то же время смущается от любого слова, которое произносит Наруто в её адрес. Благодаря Наруто она постепенно меняется к лучшему, став достойным ниндзя.
В 12 лет она становится гэнином, войдя в команду опытной Юхи Курэнай. Проходя вместе с командой экзамены на звание тюнина, она успешно прошла первые два испытания, однако в дополнительном раунде перед финальными битвами уступила своему кузену Нэдзи. Позднее, став тюнином в 14 лет, участвует в нескольких важных миссиях, в том числе поисках Итати и Саскэ, когда она, Ямато и Наруто, столкнувшись с Кабуто, заполучили от него книгу с данными об Акацуки и стали свидетелями его обновлённой внешности из-за поглощения частей тела Оротимару. Со временем её чувства к Наруто усилились, и во время нападения Пэйна на Деревню Листвы, защищая юношу, Хината призналась ему в любви, но была серьёзно ранена Пэйном, однако вскоре была вылечена Сакурой. Встав на ноги, Хината, как и все жители Конохи, встречает вернувшегося после победы над Пейном Наруто, считая его героем Конохи. Во время Четвёртой мировой войны Ниндзя Хината становится членом отряда ближнего боя наряду с Нэдзи. Во время битвы с Обито и десятихвостым после смерти своего брата, Нэдзи, Хината помогает Наруто не сломаться от произошедшего. Через несколько лет после войны во время событий, показанных в фильме «Наруто: Последний фильм», Хината получает признание в любви от Наруто, после чего выходит за него замуж и получает его фамилию «Удзумаки».

### Э

#### Эбису
Эбису (яп. エビス) — наставник Конохамару, также обучал Наруто Удзумаки улучшению контроля его чакры. В Японии Эбису — имя бога, считающегося хранителем здоровья маленьких детей.
Первоначально Эбису недолюбливает Наруто, так как видит в нём лишь контейнер для Девятихвостого Демона-Лиса, но со временем начинает менять отношение к мальчику. Однако, Эбису не одобряет извращённые дзюцу, которые тот использует и затем рассказывает и «преподаёт» Конохамару. Однажды Наруто с лёгкостью побеждает Эбису Техникой Гарема и, после этого случая, начинает часто называть Эбису «скрытым извращенцем».
Во II части аниме Эбису назначен наставником команды гэнинов, состоящей из Конохамару и его двоих друзей Удона и Моэги.
Когда Пэйн нападает на Коноху Эбису отказывается сказать ему где находится Наруто, но от смерти его спасает овладевший расэнганом Конохамару.

### Ю

#### Курэнай Юхи
Курэнай Юхи (яп. 夕日紅 Юхи Курэнай) — одна из немногих женщин-дзёнинов Селения Листвы, что демонстрирует её исключительную подготовку.
Она окончила Академию ниндзя в возрасте 9 лет, стала тюнином в 13 лет. Является экспертом в боевых искусствах, в особенности в техниках, основанных на ниндзюцу и гэндзюцу. Используя технику «Демонической Иллюзии: Дерево Связывает Смерть», она может подкрадываться к противникам и выращивать дерево вокруг них, чтобы поймать и удерживать в ловушке. Это дзюцу Курэнай использовала во время непродолжительной схватки с Итати, но последний с лёгкостью обратил эту технику против неё самой.
Во II части манги Курэнай встречалась Асумой и забеременела от него. Однако Асума погибает от рук Хидана, и у его могилы Сикамару обещает Курэнай, что будет обучать её ребёнка и сделает его настоящим ниндзя. Перед началом Четвёртой мировой войны у Курэнай рождается малыш.

### Я

#### Ино Яманака
Ино Яманака (яп. 山中 いの Яманака Ино) — куноити Конохи, специалист по техникам, контролирующих разум противника, таких как дзюцу Переноса Разума и дзюцу Помрачения Рассудка. В составе Команды № 10 тренировалась у Асумы Сарутоби. Несколькими годами ранее существовала похожая команда, членами которой были отцы Ино (Иноити), Сикамару (Сикаку) и Тёдзи (Тёдза), у обеих команд одинаковое сокращение-прозвище — Ино-Сика-Тё (первые иероглифы имён членов команды).
Во время обучения в Академии ниндзя Ино решила стать другом Сакуры Харуно, непопулярной девочки, которую вечно дразнили «лобастой». Ино в знак дружбы подарила Сакуре ленточку, помогала ей самосовершенствоваться. Когда Сакура немного подросла, она влюбилась в популярного мальчика — Саскэ, но она и думать не могла о том, что Яманака тоже влюблена в него. Когда же девочка узнала об этом, она порвала все отношения с Ино, и они стали соперницами. Напряжение между Ино и Сакурой ещё больше усилилось когда по окончании академии последняя попадает в одну команду с Саскэ. Сакура заявила, что отныне она перестаёт во всём следовать за Ино, и отдала ей красную ленту, сказав, что станет её носить лишь тогда, когда станет также сильна, как и Ино.

Символ клана Яманака

Во время экзамена на звание тюнина Ино вынуждена была биться с Сакурой. Полностью израсходовав свою чакру в бою, соперницы обмениваются последними ударами и теряют сознание, вдвоём выбывая из экзамена.
Во II части аниме от рук Акацуки погибает сэнсэй команды № 10, Асума Сарутоби. Ино пытается исцелить его раны, но те оказываются смертельными. После похорон своего учителя она вместе с Сикамару и Тёдзи отправляется мстить за него. После окончания Четвёртой мировой войны синоби Ино выходит замуж за Сая, у них рождается сын Инодзин.
Главной способностью клана Яманака является манипуляция с разумом противника: они способны вселять своё сознание в сознание противника и подавлять его, таким образом получая контроль над телом.

#### Ямато
Ямато (яп. ヤマト досл. «Великая гармония, мир») был выбран Цунадэ в качестве временного капитана команды Какаси, пока сам Какаси был в госпитале, однако после присоединился к команде в качестве дополнительного лидера. «Ямато» — кодовое имя, которое ему дала Цунадэ, его подлинное имя — Тэндзо (яп. テンゾウ). Он является членом АНБУ, где когда-то служил под руководством Какаси Хатакэ. В своё время ему доверял Третий Хокагэ, а теперь и Цунадэ. Подобно другим членам АНБУ, Ямато спокоен даже в стрессовых ситуациях. Помимо всех прочих способностей, он может использовать страх, чтобы подчинить других своей воле, что он не раз испытывал на Наруто.
Вскоре после рождения Ямато был похищен Оротимару с целью стать предметом его жестоких опытов. Оротимару ввёл ДНК Первого Хокагэ в тело мальчика в надежде, что он сможет воспроизвести технику стихии дерева, прославившую Хасираму Сэндзю. Хотя другие подопытные погибли, Ямато выжил. Так как в его теле находится ДНК Первого Хокагэ, он может использовать древесные дзюцу и управлять древесиной в различных техниках, таких как клонирование и захват противника. Способность использовать стихию дерева — главная причина его назначения временным лидером Команды Какаси. Он может использовать эти способности для подавления Девятихвостого Демона-лиса, запечатанного внутри Наруто, в случае необходимости.
После того Ямато был отправлен вместе с Наруто на черепаху-остров, оттуда он был похищен Кабуто, после чего его гены использованы для выращивания клонов Дзэцу с целью создания многочисленной армии.

## Кагэ
Кагэ (яп. 影, досл. «Тень») в мире Наруто называют главу одного из пяти сильнейших Скрытых Селений, ниндзя, признаваемого самым опытным и мудрым в своей деревне. Несмотря на это, со временем он может частично потерять свою былую мощь и быть превзойдён другими более молодыми синоби. Основными задачами Кагэ являются надзор за деятельностью своей Деревни и лидерство над обществом ниндзя.
Совет пяти Кагэ (яп. 五影会談 Гокагэ Кайдан) — собрание пяти Кагэ. Проходит на территории нейтральной страны, Даймё которой является организатором собрания, чтобы не обеспечивать преимуществ для каждой из Пяти великих стран синоби (яп. 忍び五大国 Синоби Годайкоку).
Титулы пяти Кагэ крупнейших селений:
- Кадзэкагэ (яп. 風影, Тень Ветра) — глава Деревни, Скрытой в Песке.
- Мидзукагэ (яп. 水影, Тень Воды) — глава Деревни, Скрытой в Тумане.
- Райкагэ (яп. 雷影, Тень Молнии) — глава Деревни, Скрытой в Облаках.
- Хокагэ (яп. 火影, Тень Огня) — глава Деревни, Скрытой в Листве.
- Цутикагэ (яп. 土影, Тень Земли) — глава Деревни, Скрытой в Скалах.

Также в одном из филлеров аниме-сериала был введён в сюжет глава Деревни Скрытой Звезды — Хосикагэ (яп. 星影 досл. «Тень звезды»).

Головной убор Кадзэкагэ
Головной убор Мидзукагэ
Головной убор Райкагэ
Головной убор Хокагэ
Головной убор Цутикагэ

### Кадзэкагэ

#### Первый Кадзэкагэ
Первый Кадзэкагэ (яп. 初代風影 Сёдай Кадзэкагэ) — синоби, основавший Деревню Песка. Во время первого собрания Пяти Кагэ объявил, что у его Деревни уже есть бидзю — однохвостый Сюкаку, и Деревне Песка больше не нужно, но поставил условия, чтобы Деревня Листвы поделилась своими плодородными землями, а также 30 % от платы остальных деревень за бидзю, иначе он не подпишет соглашение.

#### Третий Кадзэкагэ
Третий Кадзэкагэ (яп. 三代目風影 Сандаймэ Кадзэкагэ) считался сильнейшим лидером Деревни Песка за всю её историю. Владел мощным дзюцу «Стальной песок». Впоследствии пропал без вести. Однако позже выяснилось, что его убил Сасори, превратив в одну из своих марионеток и сохранив в кукле все способности бывшего Кадзэкагэ.

### Раса
Четвёртый Кадзэкагэ (Раса) (яп. 四代目風影 Ёндаймэ Кадзэкагэ) — бывший лидер Деревни Песка, отец Гаары, Канкуро и Тэмари, муж Каруры. Владел мощным дзюцу «Золотой песок». Его настоящее имя — Раса. По его приказу, надеясь сделать мальчика сильным оружием, в тело Гаары когда-то был заточён Однохвостый бидзю. Однако со временем он разочаровался в этой идее, и понимая насколько его сын опасен для окружающих, Четвёртый стал подсылать к нему наёмных убийц. Однако после многочисленных неудачных покушений он всё же решил сохранить Гааре жизнь. Спустя несколько лет Четвёртый был убит Оротимару, который, воспользовавшись трудным положением Суны, подговорил её ниндзя совершить атаку на Коноху. Спустя некоторое время тела бывшего лидера и его телохранителей были обнаружены в пустыне. Пост же Кадзэкагэ следом за отцом занял его сын, Гаара.
Во второй части манги он был возвращён Кабуто Якуси в реальный мир из загробного в виде управляемого зомби для использования в Четвёртой мировой войне синоби. Во время войны Четвёртый Кадзэкагэ, Второй Мидзукагэ, Третий Райкагэ и Второй Цутикагэ атакуют синоби песка. Однако Гаара и Ооноки останавливают их. Перед возвращением в загробный мир Кадзэкагэ просит своего сына присмотреть за деревней песка.

#### Пятый Кадзэкагэ
Гаара (яп. 我愛羅 ), он же Пятый Кадзэкагэ (яп. 五代目風影 Годаймэ Кадзэкагэ) — один из главных героев «Наруто». Имеет прозвище Гаара Песочного Водопада (яп. 砂瀑の我愛羅 Сабаку но Гаара). В ежегодном издании Shonen Jump polls Гаара обычно попадает в первую десятку среди любимых персонажей манги.
Даймё, лидер Страны Ветра, когда-то давно взял курс на уменьшение боевой мощи своего селения синоби, всё больше полагаясь на ниндзя других скрытых деревень. В свою очередь лидер Селения Песка, Четвёртый Кадзэкагэ, понимая, что так дело не должно продолжаться, решил сделать своего сына, Гаару, секретным оружием. По его же приказу, в мальчика опытным ниндзя-медиком Тиё был заточён Однохвостый Демон. Потому как для совершения ритуала требовалось жертвоприношение, выбор пал на мать Гаары, Каруру. Перед смертью женщина прокляла селение и сына, однако надеялась, что однажды он отомстит за неё.
Благодаря живущему в Гааре бидзю — Сюкаку, его основной способностью стало управление песком, и более того — сам песок, без какой бы то ни было команды, стал защищать его. Целое селение возненавидело ребёнка, в то же время испытывая страх перед его огромной силой. Однажды он, используя свои способности, смог достать мячик, которым играли дети, но те, увидев его, начали разбегаться. Единственным другом для него стал дядя-воспитатель Ясямару (брат Каруры), с которым он мог поговорить и который не убегал, в отличие от других жителей, завидев его.

Кандзи на лбу Гаары

В то же время в глазах отца Гаара стал неудавшимся экспериментом и большой опасностью для жителей селения, посему он посылал нескольких наёмных убийц лишить сына жизни, однако механизм песочной защиты мальчика каждый раз останавливал их. Тогда Четвёртый Кадзэкагэ поручил убийство сына Ясямару, возможно надеясь, что песок позволит приблизиться к мальчику близкому человеку. Однако Гааре удалось выжить и в ответ смертельно ранить дядю. Перед смертью Ясямару рассказал мальчику, что на протяжении всех этих лет он ненавидел его, считая виновным в смерти Каруры, его любимой сестры. Услышав эти слова, Гаара понял, что никем и никогда не был любим, после чего выбил у себя на лбу кандзи Любовь (яп. 愛 ай, аа); именно тогда он впервые испытал физическую боль.
Однако в ходе Четвёртой мировой войны синоби Гаара узнаёт от воскрешённого с помощью Эдо Тэнсэй отца, что на самом деле мать и дядя очень любили его. Всё, что сказал Ясямару, было ложью, придуманной его отцом для того, чтобы пробудить однохвостого зверя в мальчике.
В I части «Наруто» Гаара появился, участвуя в экзамене на тюнина в одной команде со своими братом и сестрой. Теперь он носил за спиной огромный сосуд, содержавший пропитанный его чакрой песок, а его взгляд стал жестоким, лишённым эмоций. На стадии второго испытания, в лесу, его руководителя, Анко Митараси, поразил тот факт, что эта троица смогла улучшить предыдущий временной результат на несколько часов, при этом не получив никаких видимых повреждений, даже царапин. Команда в полном составе сумела выйти в финальную часть соревнования, однако подстрекаемые Оротимару, выдававшим себя за убитого им Четвёртого Кадзэкагэ, ниндзя селений Песка и Звука начали атаку на Коноху. Гаара начал постепенно превращаться в монстра, живущего внутри него. Вступивший с ним в бой Наруто был вынужден призвать Гамабунту, и в результате высвободил Гаару из бессознательного состояния, при котором Однохвостый брал верх над разумом мальчика. Гаара вновь принял свой обычный облик, и после этого случая они с Наруто стали хорошими друзьями.
Со временем, благодаря вмешательству Наруто, Гаара понял, что склонность любить себя одного и жить ради убийства приводит только к мучениям: впервые он нашёл того, кто полностью его понимал и разделял его страдания. Поражённый желанием Наруто защищать любимых людей, Гаара начал меняться и впервые извинился перед Тэмари и Канкуро. Именно желание жить для защиты других впоследствии привело его к соглашению принять титул Кадзэкагэ.
Во II части как дзинтюрики Однохвостого он стал одной из целей Акацуки. Члены организации Дэйдара и Сасори устроили нападение на Деревню Песка и захватили Гаару. В помощь Канкуро, Тэмари и присоединившейся к ним бабушке Сасори — Тиё, были высланы две команды из Конохи — Гая и Какаси. Попав в несколько ловушек Акацуки и отчаянно сражаясь, им тем не менее удалось обнаружить тело Гаары, умершего после извлечения из него бидзю. Однако Тиё, используя разработанное ею дзюцу и чакру Наруто, смогла оживить Кадзэкагэ ценой собственной жизни, таким образом отплатив ему долг, который перед ним испытывала все эти годы за то, что приговорила юношу к долгим мучениям.
В следующий раз Гаара появляется на Совете пяти Кагэ, сопровождаемый братом и сестрой. Вместе с Четвёртым Райкагэ он принял участие в битве с Саскэ, однако тому, используя Сусаноо, удалось прорваться в основной зал заседаний. После того, как Тоби спас Утиху от атак Мидзукагэ и Цутикагэ, Гаара, выслушав требование лидера Акацуки выдать двух оставшихся дзинтюрики, вместе с другими Кагэ отказался сотрудничать со злодеем.
После создания альянса пяти стран его назначают генералом четвёртой дивизии и главнокомандующим Объединённой армии синоби.

### Мидзукагэ

#### Второй Мидзукагэ
Второй Мидзукагэ (яп. 二代目水影 Нидаймэ Мидзукагэ) — правил во время Второго Цутикагэ и Второго Хокагэ. Силён в гэндзюцу. Призывает гигантского моллюска. Между ним и Вторым Цутикагэ произошла битва, в которой они убили друг друга. Его душа была призвана Кабуто из загробного мира. На войне его одолел Гаара.

#### Четвёртый Мидзукагэ
Ягура (яп. やぐら), Четвёртый Мидзукагэ (яп. 四代目水影 Ёндаймэ Мидзукагэ) — бывший дзинтюрики Трёххвостого, однако когда, кем и почему бидзю был из него извлечён, неизвестно. Он был одним из немногих, кто полностью контролировал своего бидзю. Во времена его правления селение, Скрытое в Тумане, прославилось как Деревня Кровавого Тумана (яп. 血霧の里 Тигири-но сато) из-за варварского выпускного экзамена в Академии ниндзя, при котором один синоби должен был сойтись в смертельном бою с другим. При личной встрече с Четвёртым Кисамэ понял, что Ягурой кто-то управляет с помощью гэндзюцу. Впоследствии выяснилось, что с помощью сярингана это делал Тоби.
Во второй части манги он был возвращён Кабуто Якуси в реальный мир из загробного в виде управляемого зомби для использования в Четвёртой мировой войне синоби. На войне его одолел Наруто.
Сэйю — Мию Ирино.

#### Пятая Мидзукагэ
Мэй Тэруми (яп. 照美メイ Тэруми Мэй), Пятая Мидзукагэ (яп. 五代目水影 Годаймэ Мидзукагэ) — нынешняя глава Деревни Скрытого Тумана. Стала ей после того как обнаружили, что Четвёртого Мидзукагэ контролируют. В данный момент она пытается стереть остатки «Кровавого Тумана», и поэтому не любит, когда её помощник Ао напоминает о прошлых временах. Владеет стихией Огня, Воды и Земли, и двумя кэккэй гэнкай — Ётон (Земля + Огонь) и Футтон (Вода + Огонь). При нападении Саскэ на членов Совета пяти Кагэ она смогла своей техникой расплавить его защиту.

Пятая Мидзукагэ, Мэй Тэруми, с телохранителями Тёдзюро и Ао

Во время Четвёртой мировой войны синоби она охраняла даймё с Райдо, Гэнмой и другими членами альянса синоби, а затем вместе с остальными кагэ альянса потерпела поражение в битве против Мадары Утихи.

### Райкагэ

#### Третий Райкагэ
Третий Райкагэ (яп. 三代目雷影 Сандаймэ Райкагэ) — отец Эя. Был известен невероятной выносливостью — на него почти не действовали никакие атаки. Умел концентрировать чакру молнии на кончиках пальцев, причём чем меньше пальцев он для этого использовал, тем сильнее становилась техника (так, используя один палец, он мог отрезать все восемь хвостов Хатиби во время битвы с ним). Также обладал способностью использовать особенно сильную чёрную молнию, называемую Курой Каминари. Эту способность он передал Даруи. Во время Третьей мировой войны синоби остался прикрывать своих товарищей — один против десятитысячной армии. Он сражался три дня и три ночи, чтобы дать возможность товарищам уйти, но погиб. Его душа была призвана Кабуто из загробного мира. На войне его победил один из клонов Наруто и вместе с отрядом Тэмари запечатал его душу.

#### Четвёртый Райкагэ
Эй (яп. エー), Четвёртый Райкагэ (яп. 四代目雷影 Ёндаймэ Райкагэ) — глава Селения Облаков. Импульсивный накачанный, брутальный человек. Несмотря на это превосходный синоби и хороший лидер, однако он не особо склонен к дипломатии и предпочитает словам действие. Может пойти ради брата, Киллер Би, на многое. Мастер тайдзюцу (его стиль и некоторые приёмы взяты из реслинга), использует уникальное ниндзюцу на основе Элемента Молнии, которое служит ему бронёй от множества атак (как демонический покров из чакры), обладает огромным запасом чакры (по словам Карин на уровне бидзю). Сражаясь с Саскэ смог уклониться от Аматэрасу и пожертвовал левой рукой чтобы пробить Сусаноо противника. В конце собрания Кагэ он был выбран главой альянса. Чуть позже спас своего брата от Кисамэ. Согласно манге, он был вторым самым быстрым синоби после Четвёртого Хокагэ.

### Хокагэ

#### Первый Хокагэ
Хасирама Сэндзю (яп. 千手 柱間 Сэндзю Хасирама), Первый Хокагэ (яп. 初代火影 Сёдай Хокагэ, досл. «Основатель» или «Первый Хокагэ») — старший брат Второго Хокагэ и дедушка Пятой. Обитателей деревни он любил как свою семью и ставил превыше всего их жизни.
Хасирама вместе с Мадарой, лидером клана Утиха, стоял у истоков создания деревни Скрытой Листвы. Однако они не смогли мирно договориться о том, кто возглавит деревню и какова будет роль каждого из кланов. После их сражения в Долине Завершения, в котором победил Хасирама, Мадара долгое время считался погибшим. В память о их бое на месте сражения были установлены две величественные фигуры. По воспоминаниям Мадары, Хасирама владел техниками регенерации, позволявшими ему восстанавливать себя, не складывая печатей, что многократно повысило стойкость Хасирамы в бою.
При жизни он также сталкивался с членом Акацуки Какудзу. Был одним из четырёх ниндзя за всю историю, кто мог полностью контролировать Хвостатых зверей, а также первым обладателем уникального дзюцу Мокутон, позволяющего контролировать стихию Дерева. При атаке на Деревню Листвы Оротимару использовал души Хасирамы и его младшего брата для боя с Третьим Хокагэ, но последний в ходе сражения вынужден ценой собственной жизни заточить души обоих в тело Бога Смерти.

#### Второй Хокагэ
Тобирама Сэндзю (яп. 千手 扉間 Сэндзю Тобирама), Второй Хокагэ (яп. 二代目火影 Нидаймэ Хокагэ) — младший брат Первого Хокагэ, двоюродный дедушка Цунадэ и Наваки. Являлся одним из лидеров клана Сэндзю. После смерти Хасирамы занял его место на посту Хокагэ. Именно он создал Академию ниндзя, экзамены на звание тюнина, АНБУ и Военную Полицию Конохи в знак доверия клану Утиха. Однако, по словам Тоби, это фактически отделило Утиха от управления Селением Листа, и являлось способом слежения за целым кланом силами подконтрольных Хокагэ АНБУ.
Учениками Тобирамы были Хирудзэн Сарутоби, ставшие впоследствии старейшинами Конохи Хомура Митокадо и Кохару Утатанэ, Кагами Утиха и Торифу Акимити. Сарутоби являлся протеже Тобирамы и был выбран Третьим Хокагэ. Вскоре после этого Второй Хокагэ отправился участвовать в Первой мировой войне синоби, где героически погиб.
Души Тобирамы и его старшего брата были использованы Оротимару в битве с Третьим Хокагэ. Собственно при жизни Тобирама и был первым исполнителем техники Эдо Тэнсэй, кроме того мог использовать техники стихии Воды в абсолютно безводных местах.

#### Третий Хокагэ
Хирудзэн Сарутоби (яп. 猿飛ヒルゼン Сарутоби Хирудзэн), Третий Хокагэ (яп. 三代目火影 Сандаймэ Хокагэ) — бывший студент Первого и Второго Хокагэ, которые ласково прозвали его Обезьяной (яп. 猿 Сару) (основываясь на фамилии мальчика Сарутоби (яп. 猿飛), происходящей от выражения «Сарутоби Сасукэ» и означающей «прыгает как обезьяна»). Он является отцом Асумы и дедушкой Конохамару. Третий Хокагэ отличался своей гениальностью и познаниями, за что и был прозван «Профессор» (яп. プロフェッサー Пурофэсса:). В бою использовал техники Земли и Огня. С Конохой его связывает сильнейшее чувство принадлежности, а жителей он воспринимает как одну большую семью. Несмотря на всю мудрость и серьёзность, Хирудзэн время от времени показывал свою более игривую и похотливую черты характера. Большую часть своего свободного времени он тратит на разговоры с молодыми девушками, а в воспоминаниях Дзирайи он предлагал своему воспитаннику помощь ему в испытании техники, которая позволяла пользователю незамеченно шпионить за голыми женщинами.
Он являлся сэнсэем Дзирайи, Оротимару и своей последовательницы Цунадэ, которые известны как «Три Легендарных Ниндзя» (яп. 伝説の三忍 Дэнсэцу но Саннин).
Во времена, когда Оротимару был студентом Сарутоби, последний смог оценить натуральный талант своего ученика и, после получения титула Хокагэ, надеялся когда-нибудь передать именно ему это звание. Однако со временем он начинает замечать в ученике коварство, тщеславие и стремление возглавить деревню лишь с целью заполучить власть; после этого Сарутоби отказывается вверить ему свой пост, но продолжает верить в то, что Оротимару изменится. В конечном счёте преемником Третьего становится Минато Намикадзэ, один из бывших студентов Дзирайи.

Молодые Цунадэ, Оротимару и Дзирайя с их сэнсэем Хирудзэном

После смерти Четвёртого Хокагэ Сарутоби повторно возглавил деревню. Начав расследование исчезновения на территории Конохи большого количества людей, обнаруживает, что похитителем был именно Оротимару. Практически схватив злодея в одном из его тайных убежищ, Хирудзэн даёт ему сбежать, не сумев поднять руку против ученика.
Во время нападения Оротимару на деревню несколько лет спустя, во время экзамена на получение звания тюнина, Хирудзэн в бою с ним использует множество дзюцу, основанных на стихиях огня и земли; первые имели вид извергающихся изо рта потоков огня, в то время как вторые позволяли ему создавать защитные стены или же снаряды для метания в противника. В процессе битвы Третий Хокагэ вызывает короля обезьян Эмму. Не имея другого выхода, Третий Хокагэ решил пожертвовать собой для заточения способностей Оротимару, тем самым повторяя судьбу Четвёртого. Его возраст и обессиленное состояние (к тому времени был пронзён мечом Кусанаги) позволили ему заточить лишь руки Легендарного Саннина, после чего тот не мог бы использовать ни одну технику долгое время. Перед смертью Хирудзэн видел в Оротимару своего маленького ученика, а не жестокого ниндзя.

#### Четвёртый Хокагэ
Минато Намикадзэ (яп. 波風ミナト Намикадзэ Минато, «Намикадзэ» дословно переводится как «ветер и волны», «Минато» — как «гавань» или «порт»), он же Четвёртый Хокагэ (яп. 四代目火影 Ёндаймэ Хокагэ) — муж Кусины Удзумаки и отец Наруто, которого они назвали в честь главного персонажа самой первой книги Дзирайи.
Минато окончил Академию ниндзя в довольно раннем возрасте, в 10 лет. Был учеником Дзирайи. Прежде чем стать Хокагэ, Минато был наставником Какаси Хатакэ, Обито Утихи и Рин. Минато считался необычайно талантливым синоби и одним из лучших ниндзя, рождённых в Конохе. Во время Третьей Войны множество врагов предпочло отступить, так как Минато мог убить сразу нескольких вражеских ниндзя всего за несколько секунд благодаря Технике Летающего Бога Грома, которая позволяла ему телепортироваться туда, куда он захочет. Он также создал Расэнган — технику, в которую он хотел включить помимо обычной чакры чакру своей природной стихии. Он не успел закончить Расэнган, но с этим через несколько лет успешно справился его сын Наруто.
После того, как за 12 лет до начала основных событий манги основателю Акацуки, Тоби, удалось извлечь из только что родившей Кусины Девятихвостого бидзю и натравить того на Коноху, Минато вступил с ним в бой и заставил бежать, однако, не сумев одолеть Лиса, Четвёртый был вынужден ценой собственной жизни запечатать его в теле новорождённого сына. Наруто узнаёт, что Минато — его отец, лишь, когда при сражении с Пэйном проявились восемь хвостов Лиса, и Удзумаки-младший был готов снять печать для высвобождения бидзю, — в его подсознании появляется Минато и говорит Наруто о том, что ждал этого момента, чтобы увидеть, каким стал его сын.

#### Пятая Хокагэ
Цунадэ (яп. 綱手), она же Пятая Хокагэ (яп. 五代目火影 Годаймэ Хокагэ) — один из главных персонажей Наруто, одна из лучших ниндзя-медиков и одна из трёх Саннинов.
Имя Цунадэ, также как и имена Оротимару и Дзирайи, было позаимствовано из традиционного японского рассказа «Дзирайя гокэцу моногатари», где она являлась женой Дзирайи. Часто в манге Цунадэ называют Принцесса (яп. 姫 Химэ), потому как Первый Хокагэ, один из основателей Конохи, был её дедушкой. Наруто же называет её Бабуля Цунадэ (яп. グラニー綱手 Цунадэ-баа-тян ), подразумевая её возраст. Несмотря на то, что Цунадэ — ниндзя-медик, она страдает гемофобией, боязнью вида крови.
Будучи одной из самых талантливых куноити Конохи, наряду с Оротимару и Дзирайей она являлась членом команды Третьего Хокагэ. Самой яркой её способностью стала невероятная сила, способная разрушить что угодно, создаваемая ею благодаря превосходному контролю чакры. Со временем она также прославилась и как талантливый ниндзя-медик, способный создать практически любое противоядие.
Во время мировой войны синоби она предложила обязательно вводить в каждую команду ниндзя-медика, что и было одобрено советом деревни. Вскоре после этого убили её младшего брата Наваки (похожего на Наруто) и жениха Дана. Выжив вместе с Дзирайей и Оротимару в бою с лидером Деревни Дождя, Хандзо, троица стала известна как Три Легендарных ниндзя.
Вскоре она решила покинуть селение, взяв в ученицы племянницу Дана, Сидзунэ. Путешествуя, Цунадэ пристрастилась к азартным играм, и из-за постоянных проигрышей получила и другое прозвище — «Легендарная неудачница» (яп. 伝説のカモ Дэнсэцу-но Камо). Что примечательно, сзади на носимой ей одежде начертан иероглиф, означающий «азартные игры» (яп. 賭 Какэ). Со временем она стала использовать технику преобразования, позволяющую ей выглядеть гораздо моложе, чем есть на самом деле (о применении этого дзюцу свидетельствует метка на её лбу).
После гибели Третьего Хокагэ в сражении с Оротимару, перед старейшинами Конохи встал вопрос о выборе нового Хокагэ. Эта должность была предложена Дзирайе, однако тот отказался, сославшись на то, что есть более достойный кандидат — Цунадэ. Он вместе с Наруто отправился на её поиски, параллельно начав обучение мальчика технике Расэнган. В то же время её нашёл Оротимару вместе с подручным Кабуто и предложил ей оживить Наваки и Дана в обмен на то, что она излечит руки Змеиного Саннина от травм, нанесённых Третьим Хокагэ, и дал ей на размышление некоторое время. Вскоре её обнаружили и Дзирайя с Наруто и предложили ей возглавить Коноху, однако она в резкой форме отказалась. Наруто, оскорблённый таким поведением, вызвал Цунадэ на бой, но быстро проиграл. Тем не менее она пообещала, что признает мечту мальчика стать Хокагэ, если тот сможет овладеть Расэнганом за неделю и, кроме того, подарит ему ожерелье, ранее принадлежавшее Хасираме Сэндзю.

Ожерелье Первого Хокагэ

После того, как время для раздумий истекло, Цунадэ, предварительно напоив Дзирайю, чтобы тот не мог вмешаться, отправилась на встречу с Оротимару. Передумав в последний момент, она под видом лечения попыталась атаковать Змеиного Саннина, однако тот уклонился. Тем не менее, на помощь в битве ей пришли обессиленный Дзирайя, Сидзунэ и Наруто. Каждый из легендарных Саннинов призвал для боя своё существо: Цунадэ — слизня Кацую, Дзирайя — жабу Гамабунту, а Оротимару — змею Ма́нду. После того, как Цунадэ была сильно ранена, Сидзунэ и Наруто для помощи ей вступили в бой с Кабуто. Когда казалось, что Якуси одержал верх, Наруто использовал против него Расэнган. В итоге после отчаянного сражения Оротимару и Кабуто пришлось отступить. Цунадэ же сдержала своё обещание — передала Наруто ожерелье Первого Хокагэ, а сама, в свою очередь, согласилась возглавить деревню.
Прибыв в Коноху, она излечила раненых Рока Ли, Какаси и Саскэ, после чего взяла в ученики Сакуру.
Два с половиной года спустя начали появляться большие проблемы. Её размолвки со старейшинами Конохи Хомурой и Кохару стали всё более очевидными. Она переформировала команду Какаси — временным лидером стал её поверенный, член АНБУ, Ямато, однако, используя власть, Дандзо удалось протолкнуть в группу своего человека — члена Корня АНБУ, Сая. Взбешённая Цунадэ приказала Ямато тщательно следить за ним.
После получения сведений о том, что лидер Акацуки находился в Деревне Дождя, Дзирайя высказал Цунадэ желание отправиться туда в одиночку. Несмотря на душевную тревогу, Цунадэ позволила ему это. Практически сразу после новости о гибели Дзирайи на Коноху напал Пэйн. Цунадэ отправила разделившуюся на множество частей Кацую к каждому жителю города для координации обороны и мероприятий по лечению раненых. Использовавшая практически всю чакру, она, ослабленная, впала в кому, приобретя истинный облик старухи. Вскоре Цунадэ пришла в сознание, вернув прежнее лицо, и узнала о том, что на Совете пяти Кагэ было объявлено о создании общей военной силы.
Во время войны Цунадэ находилась в штаб-квартире рядом с главнокомандующим Райкагэ и отдавала приказы наравне с ним. Узнав, что Наруто покинул убежище на острове-черепахе, она вместе с Райкагэ выступила навстречу Наруто, но тому удалось убедить командующих пропустить его и Киллера Би. После известия о воскрешении Мадары Утихи с помощью Эдо Тэнсэй вместе с другими Кагэ отправилась на поле боя, чтобы противостоять ему.

### Цутикагэ

#### Второй Цутикагэ
Му (яп. 無 Му:), Второй Цутикагэ (яп. 二代目土影 Нидаймэ Цутикагэ) — Цутикагэ, владевший т. н. «расширенным геномом» (Земля, Ветер, Огонь). Му может сливаться с окружающей средой и скрывать свою чакру, за что он получил прозвище «Бесплотный» (яп. 無人 Мудзин). Являлся учителем Третьего Цутикагэ, которому передал секрет пылевых техник. Помимо этого, Му является сенсором, способным распознавать чакру на дистанции в несколько километров, и может левитировать. Ещё одна способность Му — разделение тела на несколько копий путём полноценного деления клеток тела. Его голова и туловище покрыты бинтами, во время жизни за спиной имелось два меча. Душа Му была призвана Кабуто из загробного мира в Четвёртой мировой войне синоби, где он вступил в битву с Ооноки. Позже Гаара, Ооноки и один из клонов Наруто запечатывают его, но ему удаётся выбраться, разделив своё тело. После отмены Эдо Тэнсэй вернулся в загробный мир.

#### Третий Цутикагэ
Ооноки (яп. オオノキ), Третий Цутикагэ (яп. 三代目土影 Сандаймэ Цутикагэ) — самый старый из действующих Кагэ. Единственный известный из ныне живущих людей (по сюжету), кто сражался с Мадарой Утихой во времена основания тем Конохи. Он очень маленького роста, имеет треугольной формы седые бороду и усы, большой красный нос и густые брови. Несмотря на старость и постоянные жалобы на здоровье, он отказывается выбирать себе преемника на посту Цутикагэ. Он очень упрям и к молодым зачастую относится пренебрежительно, что и показал при встрече с Кадзэкагэ Гаарой. На Совете пяти Кагэ после атаки Пятой Мидзукагэ сам напал на Саскэ, однако того спас Тоби.
Отправился на остров-черепаху вместе с двумя своими помощниками после того, как стало известно о том, что Кисамэ Хосигаки удалось отослать Акацуки информацию о местоположении дзинтюрики.
Владеет несколькими типами стихий дзюцу: Земли, Воздуха, Огня и расширенным геномом — Пыли. Также умеет летать.

## Персонажи-животные

### Группы животных

#### Жабы
Согласно манге, призывать жаб могли Дзирайя и Наруто Удзумаки.
- Гамабунта (яп. ガマブン太) — король жаб. Отличительные черты: огромные размеры и курительная трубка во рту. Не терпит, когда им помыкают, ленив, часто вредничает и даже может не явиться на призыв. Лоялен по отношению к тем, кого считает талантливым воином, и кто сумел заработать его уважение. Когда хранителем жабьего контракта был Четвёртый Хокагэ, Гамабунта принимал участие в битве с Девятихвостым. 
У Гамабунты есть два сына, которые иногда являются на призыв вместо него:
  - Гамакити (яп. ガマ吉): использует стихию огня.
  - Гаматацу (яп. ガマ): использует стихию воды.
- Сима и Фукасаку — мудрецы горы Мёбоку, места обитания жаб, обучившие Дзирайю и Наруто Режиму Отшельника.
- Гамакэн — жаба фиолетового цвета, владеющая щитом и оружием, напоминающим большую рогатину. Был призван Дзирайей во время боя с Пэйном, во время того боя сражался с призывными животными, такими, как девятиглавая собака, хамелеон и носорог. Как Гамабунта, Гамакити и ещё одна неизвестная жаба, был вызван Симой для боя с Пэйном, но после использования противником техники «Божественная кара» (англ. Shinra Tensei) получил серьёзные травмы.

#### Змеи
Согласно манге призывать змей могли Оротимару, Анко Митараси, Саскэ Утиха и Кабуто Якуси.
- Ма́нда (яп. マンダ) — змеиный царь, самая большая и сильная из змей. После каждой битвы требовал от Оротимару сотню человеческих жертв. Был призван Саскэ в бою с Дэйдарой, когда тот решил самоуничтожиться, взорвав себя: сам Саскэ спасся, а Манда вследствие полученных ранений погиб. Из клеток Ма́нды время спустя Кабуто создал Ма́нду II, ещё более сильного змея.

#### Собаки
Согласно манге техникой Нинкэн (яп. 忍犬) призывать собак для слежки или обнаружения кого-либо может Какаси Хатакэ. Максимальное число призываемых им собак — 8, некоторые из них способны говорить.
- Паккун (яп. パックン) — собачка, которую Какаси призывает чаще других. Способен найти всё, что угодно, благодаря потрясающему нюху, но из-за малых размеров не очень полезен в битве. Сэйю — Симпати Цудзи

Также в манге упоминаются и другие говорящие собаки: Бисукэ (яп. ビスケ), Булл (яп. ブル), Гуруко (яп. グルコ), Акино (яп. アキノ), Уруси (яп. ウルシ), Ухэи (яп. ウーヘイ), Сиба (яп. シバ).

### Другие
- Баку — призывное существо Дандзо, владеющее стихией Ветра и способное засасывать различные предметы. В японской мифологии баку — существо, похожее на тапира и питающееся снами и кошмарами.
- Каматари (яп. カマタリ) — призывное существо Тэмари, большой одноглазый горностай, держащий в лапе серп размером с самого себя. Управляет ветром и способен за короткое время наносить огромные повреждения на большой территории. Когда Тэмари его вызвала, Каматари свалил целый лес ураганным ветром. Горностай с серпом Камайтати (яп. 鎌鼬) — порождение японского фольклора.
- Кацую (яп. カツユ) — огромная королева улиток, призываемая Цунадэ. Обладательница нежного голоса и скромного характера. Среди используемых техник Дзэсси Нэнсан (яп. 舌歯粘酸) — плевок кислотой, которая разъедает даже камень, и Кацую Дайбунрэцу (яп. 蛞蝓大分列) — разделение на огромное количество маленьких личинок, способных стать своеобразным проводником чакры или исцеляющих техник между Цунадэ и теми, к кому прикрепится личинка. Имя Кацую происходит от японского кандзи 蛞蝓 («улитка»), если для чтения использовать китайский вариант онъёми.
- Кёдайгумо (яп. 巨大蜘蛛 досл. «гигантский паук») — огромный паук, призванный Кидомару во время битвы с Нэдзи Хюгой. Кёдайгумо рождает паучков поменьше и, таким образом, создаёт Амагумо (яп. 雨蜘蛛) — Паучий дождь: огромное количество пауков ливнем падают на противника и опутывают его.
- Нинкамэ (яп. 忍亀) — большая красная черепаха, принадлежащая Майт Гаю. В отсутствие Гая присматривала за Роком Ли, пока тот был ребёнком.
- Эмма (яп. 猿魔) — повелитель обезьян, которого призывал Третий Хокагэ. Способен превращаться в посох с помощью техники трансформации Хэнгэ Конгонёй (яп. 変化 金剛如意 Хэнгэ Конго:нёй) и служить оружием в руках опытного ниндзя. Посох становится твёрдым, как алмаз, и очень острым, по аналогии с посохом Сунь Укун из китайского произведения XVI века «Путешествие на Запад» (кит. 西遊記). Эмма даже в такой форме может двигаться, например, вернуться в руки ниндзя, а также клонировать сам себя на любое количество маленьких посохов и создать Алмазную Клетку (яп. 金剛牢壁 Конго: Ро:хэки). С огромным уважением и преданностью относился к Сарутоби, хотя и не всегда был согласен с его действиями.

## Восприятие и отзывы
Персонажи манги «Наруто» получали как положительные, так и негативные отзывы в публикациях, посвящённых непосредственно манге, а также её аниме-экранизации и других медиа-изданиям. Так, сайт Active Anime хвалил серию за то, что «персонажи не вырезаны из одного картона» и дал высокую оценку «очень трогательным эмоциональным испытаниям», которые они проходят в течение сюжета. Anime Boredom согласился с такой оценкой, отмечая уровень «хорошо проработанных и интересных персонажей», которые правдоподобно и удачно вписываются в комедийную либо драматичную сюжетную линию.
По мнению рецензента сайта T.H.E.M. Anime Reviews, персонажи «Наруто» являются отражением царящих в сёнэн-манге стереотипов и некоторые из них даже не симпатичны. Однако другой обзор этого же сайта оценивает мангу в более радужных тонах, отмечая, что Наруто Удзумаки сочетает в себе образы своих «сёнэн-предшественников», но сетуя, что некоторые персонажи находятся между «харизмой и хладнокровием» Наруто и «невыразительностью» Саскэ, что не позволяет думать об их каком-либо «глубоком либо содержательном уровне».
Сайт Mania.com отмечал, что персонажам манги не хватает «глубины», задним фонам — насыщенности, как в других сёнэн-сериях, и посчитал, что фокус сюжетного повествования в «Наруто» более сконцентрирован на показе боёв. Журнал манги и аниме Neo описал Наруто как «надоедливого» персонажа, но отнёс серию к числу тех, к которым «привыкаешь до тошноты».
Визуальное оформление образов персонажей также получило в рецензиях отклики. Сайт Anime News Network хвалил персонажи за «особые одежду, волосы, лица и личности», позволяющие их легко идентифицировать. Сайт же T.H.E.M. Anime Reviews в первом своём обзоре назвал Кисимото «средним художником в лучшем случае» и высмеял «скверный» подход к созданию анимации для сериала, однако во втором заключил, что анимация представляет собой смешанную картину.